# Ахты
Ахты́ (лезг. Ахцагь, Ахцегь) — село в Дагестане, административный центр Ахтынского района и сельского поселения «Сельсовет Ахтынский». Один из главных историко-культурных центров Дагестана.

## Этимология
Точная этимология названия селения неизвестна, на этот счёт существуют разные, зачастую противоречивые версии:
- Слово «Цагь» имеет несколько значений: огонь, очаг, дом, жилище, село. Слово «Ах» в пралезгинском языке означало «наш», «родной». Ахцагь — «родной аул», «наше селение»[6].
- В местной хронике «Ахты-Наме» упомянуто, что правитель Ахты Дервишаи под напором превосходящих сил хазар вынужден был обратиться за помощью к правителю Дербента, Абу Муслиму аль-Масламе, который, выдав за него свою сестру Умм аль-Муминат, отправил его с войском для разгрома хазарского предводителя Самсама. Впоследствии, после поражения Самсама, Дервишаи снова посетил Абу-Муслима, «который принял их ласково и селение Шах-Баны, место пребывания Дервишаи, наименовал Ухти, то есть принадлежащее сестре, которое с течением времени называлось Ахты».[7] Таким образом, Ахты был назван в честь Умм аль-Муминат, сестры арабского завоевателя Абу-Муслима. По-арабски слово «сестринский» звучит как «Ухт-ун». От этого искажённого арабского слова и произошло «Ахты».

Самоназванием села является слово «Ахцагь» и производный от него вариант во множественном числе «Ахцагьар».

## География

### Географическое положение
Ахты находится на самом юге Республики Дагестан, в долине реки Самур, при впадении в неё реки Ахтычай. Расположен в долине пиаловидной формы, окружённой серыми каменистыми безлесными горами, между горными вершинами: Гестинкиль 2788, Ухиндаг 1870, Шалбуздаг 4142, Ярусадаг 3584. С севера к Ахты примыкает Самурский хребет, с юго-запада Гельмец-Ахтынский хребет, а с юго-востока боковые хребты, отходящие от Шалбуздага.
Расстояние от Ахты до других населённых пунктов по автомобильной дороге.
|    | Название города/села | Расстояние, км |
| -- | -------------------- | -------------- |
| 1  | Махачкала            | 250            |
| 2  | Дербент              | 120            |
| 3  | Белиджи              | 93             |
| 4  | Касумкент            | 85             |
| 5  | Магарамкент          | 65             |
| 6  | Усухчай              | 14             |
| 7  | Рутул                | 30             |
| 8  | Хнов                 | 33             |
| 9  | Мискинджа            | 10             |
| 10 | Луткун               | 7              |

Ахты расположен на широте Ташкента и южнее Тбилиси, Батуми и Рима.

### Внутреннее описание

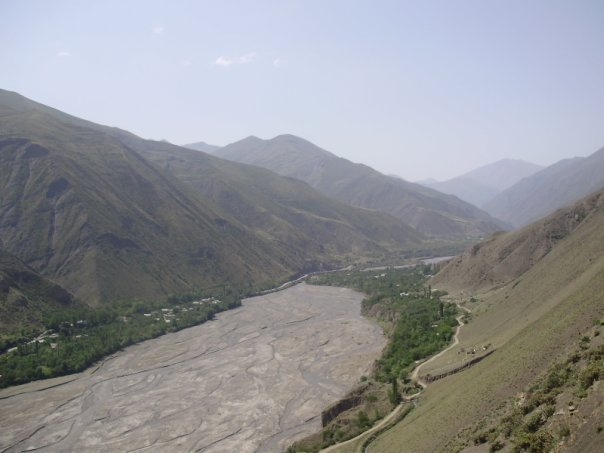
Южная часть Ахты. Слева отроги Шалбуздагского хребта, справа — Гельмец-Ахтынского.

Река Самур протекает по северной части Ахты. Река Ахтычай делит Ахты пополам, протекая с юга на север, и впадает в Самур в черте села. Старинные кварталы Ахты расположены на склонах горы Кӏелезхев, а также на участке противоположной стороны реки Ахтычай. Более поздняя часть села расположена в равнинной части, между хребтами, в Самурской долине. Две садоводческо-жилые зоны тянутся на два-три километра вверх по берегам Ахтычая.

### Климат
Климат в Ахты умеренно континентальный. Характеризуется повышенной солнечной и ультрафиолетовой радиацией. Атмосферное давление почти постоянно держится на отметке 675 мм ртутного столба, что соответствует норме для высоты местности в 1000 м над уровнем моря, на которой и находится село. Среднегодовое количество осадков составляет 397.5 мм. Лето тёплое, сухое, характерна умеренная жара, душная жара и зной, как на равнине, данной местности не свойственна. Солнечная погода наблюдается до 65 %, из них 19 % приходится на жаркую и сухую погоду. Зима мягкая, средняя температура января 1,3°; умеренно морозные дни составляют 25 %, дни с переходом через 0° — 50 %. Осень тёплая и сухая. Среднегодовая температура равна 10 ºС. Продолжительность солнечного сияния самая длительная в Дагестане — 2553 часа в год. Погода в Ахты обычно безветренная, воздух чистый и прозрачный, влажность воздуха низкая.
| Показатель                                                                | Янв.  | Фев.  | Март  | Апр. | Май  | Июнь | Июль | Авг. | Сен. | Окт.  | Нояб. | Дек. | Год   |
| ------------------------------------------------------------------------- | ----- | ----- | ----- | ---- | ---- | ---- | ---- | ---- | ---- | ----- | ----- | ---- | ----- |
| Абсолютный максимум, °C                                                   | 23,4  | 23,1  | 27,5  | 33,7 | 35,8 | 37,7 | 39,6 | 38,8 | 40,6 | 32,1  | 28,4  | 26,9 | 40,6  |
| Средний суточный максимум, °C                                             | 5,4   | 6,8   | 11,0  | 16,0 | 20,6 | 24,4 | 26,6 | 26,5 | 21,9 | 17,2  | 11,2  | 7,5  | 16,3  |
| Средняя температура, °C                                                   | −0,6  | 0,3   | 4,4   | 9,4  | 14,2 | 18,2 | 20,7 | 20,4 | 15,9 | 10,7  | 4,7   | 1,2  | 10,0  |
| Средний суточный минимум, °C                                              | −4,9  | −4,1  | −0,2  | 4,6  | 9,2  | 13,0 | 15,7 | 15,4 | 11,1 | 6,0   | 0,4   | −3,2 | 5,3   |
| Абсолютный минимум, °C                                                    | −24,1 | −24,5 | −16,6 | −9,5 | −1,3 | 0,2  | 3,9  | 5,5  | −3,5 | −10,2 | −19,2 | −18  | −24,5 |
| Среднее число дней с осадками                                             | 5     | 6     | 9     | 10   | 11   | 11   | 8    | 8    | 7    | 8     | 6     | 5    | 94    |
| Норма осадков, мм                                                         | 12,6  | 19,0  | 29,8  | 36,2 | 50,8 | 59,6 | 41,4 | 35,6 | 44,4 | 32,0  | 22,6  | 13,5 | 397,5 |
| Средняя влажность, %                                                      | 69    | 69    | 70    | 69   | 71   | 71   | 70   | 70   | 72   | 73    | 70    | 67   | 70    |
| Средняя скорость ветра, м/с                                               | 2,3   | 2,5   | 2,7   | 2,7  | 2,2  | 2,1  | 1,9  | 1,9  | 2,0  | 1,9   | 2,1   | 2,2  | 2,2   |
| Источник: Климат Ахты. www.pogoda.ru.net. Дата обращения: 1 октября 2022. |       |       |       |      |      |      |      |      |      |       |       |      |       |

### Геология
Почва горно-степная и горно-луговая, сложена глинистыми аспидными сланцами и известняком.

### Флора и фауна
В селе встречаются горные орлы, кавказская агама (ящерица), гадюки, скорпионы, ядовитые пауки, ежи. В окрестностях Ахты водятся зайцы, куницы, лисы, волки, шакалы, ласки, выдры, рыси, туры, косули, благородные олени, кабаны.

## Ахтынский минеральный источник

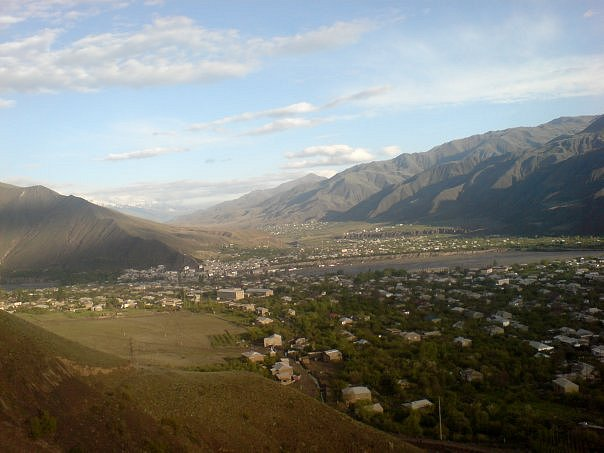
Панорама села Ахты и Самурской долины

В пяти километрах к юго-западу от центра села на левом берегу реки Ахтычай в селении Курукал, в ущелье, находится Ахтынский минеральный источник.
Все ахтынские источники являются щелочными и выходят на поверхность с глубины 1400—1700 метров. Родона в водах курорта содержится в среднем 0,8 эман, а в парах вод — 4 эмана. По сложности химического состава воды источников относятся к ІV классу. К группе А относятся источники № 1, 2, 3, 4, 5, 6, 7 в Хамаме, а также источники № 1, 2, 3 в Жени (гидрокарбонатно-хлоридно натриевые, или соляно-щелочные, с содержанием сероводорода до 10 мг/л и минерализацией до 1,2 г/л.). К группе Б относится источник № 6 в Хамаме (гидрокарбонатно-сульфатные натриевые с преобладанием содово-глауберных солей). Температура источника колеблется от 38-40°C до 65-68 °C. Колебания температуры связаны со временем года. Наряду с самоизливающимися источниками имеются буровые скважины, из которых получают воду аналогичного состава, но с более высокой минерализацией (до 3,6 г/л). Суммарный дебит Ахтынских минеральных вод составляет около 254 000 л/сутки, а тёплых −10 000 л/сутки.
Здесь расположен бальнеологический курорт «Ахты».

### Характеристика источников
- Источник № 1 солдатский расположен на левом берегу реки Ахтычай в районе Хамам — выше остальных источников. Температура воды — 53 °C, дебит — 65 000 л/сутки. Воды применяются наружно, в виде ванн для лечения таких заболеваний, как суставной ревматизм, радикулит, а также внутрь как питьевая вода при лечении гастритов с повышенной кислотностью, язвенной болезни желудка, 12-перстной кишки и т. д.
- Источник № 2 мужской расположен ниже первого. Температура воды 50 °C, дебит 62 000 л/ сутки. Имеет слабый запах сероводорода, за счёт уменьшения содержания в воде ионов магния и кальция увеличивается содержание ионов хлора и гидрокарбоната. Вода применяется в тех же случаях, что и вода источника № 1.
- Источник № 3 офицерский расположен чуть ниже слева от солдатского. По химическому составу и применению аналогичен источникам 1, 2. Температура воды — 50 °C, дебит — 24 000 л/сутки.
- Источник № 4 женский находится ниже мужского, в центре курорта. Температура — 52 °C, дебит — 81 000 л/сутки.
- Источник № 5 (главный корпус) находится в здании детского санатория и обеспечивает водой 4 ванны этого санатория. Температура воды — 51,6 °C, дебит — 19 200 л/сутки.
- Источник № 6 тёплый расположен у дороги, идущей из Ахты в заброшенное село Кудчах. Температура воды — 27,5 °C, дебит — 5400 л/сутки. Повышенное содержание магния. Вода используется для приёма внутрь при гастритах и колитах.
- Источник № 7 тёплый расположен ниже офицерского. Температура воды — 37 °C, дебит — 4000 л/сутки. Отличается несколько повышенным содержанием щелочно-земельных элементов. Местные жители называют этот источник «музуладин» яд (вода для лечения зубной боли).
- Источники № 8, 9, 10 Жени расположен в одном километре от верхнего курорта, ниже по течению реки Ахтычай. Температура воды 43 °C, дебит значительный. Вода щелочная, по минеральному составу близка к ессентукским соляно-щелочным водам, но с меньшей минерализацией. Содержит значительно больше хлора, чем другие источники.
- Источник № 11 «Камун яд» (ущельная вода) расположен на левом берегу реки Самур, в трёх километрах от Ахты, напротив Ахтынской крепости. Это содовый источник, температура 32,7 °C, дебит большой. Издавна ахтынцы используют эту воду для выпечки мягкого хлеба. Рекомендуется для приёма внутрь при заболеваниях желудочно-кишечного тракта, печени, жёлчных путей и нарушения обмена веществ (ожирение, подагра). Купание в воде этого источника улучшает кровообращение, укрепляет нервную систему, улучшает сон и аппетит.
- Источники № 12, 13, 14 холодные. Минеральные воды низкой температуры с большим дебитом, также применяемы в лечении различных болезней.

Исследователи ахтынских минеральных источников.
| № | Автор             | Год исследования |
| - | ----------------- | ---------------- |
| 1 | Р. Д. Купцис      | 1913             |
| 2 | Ю. В. Морачевский | 1925             |
| 3 | Н. Н. Ростовцев   | 1934             |
| 4 | А. И. Чернцов     | 1945             |
| 5 | С. А. Гатуев      | 1945             |
| 6 | В. В. Гецеу       | 1960             |
| 7 | А. Вагабов        | 1973             |

### Из истории
На протяжении всей своей истории Ахты славился своими целебными горячими серными источниками, вырывающимися с большим напором из сланцевых толщ гор. Первое упоминание источников в исторических документах относится к VI веку н. э., когда шахиншах Ирана Хосров I Ануширван, удивлённый рассказами очевидцев о целительных свойствах ахтынских вод, отправил к источникам 60 семей в сопровождении 300 воинов под руководством эмира Шах-Бани для их обустройства.
После присоединения Ахтыпаринского вольного общества к Российской империи здесь были построены небольшие здания с плоскими крышами над четырьмя источниками, которым дали наименования — солдатские, мужские, женские и офицерские. Исследовав ахтынские воды, военно-медицинское управление Самурского округа направило 15 ноября 1882 года письмо в Темир-Хан-Шуру, начальнику военно-народного управления Дагестанской области.
- В письме указывались целебные свойства ахтынских вод, для примера приводились результаты лечения в Ширванском пехотном полку — из общего числа больных половина выздоровела, 40 процентов получили значительное облегчение и только у 10 процентов никаких изменений не произошло. Упоминалось также о большой популярности источников среди жителей Южного Дагестана. Главной проблемой в письме было обозначено отсутствие нормальной инфраструктуры для лечащихся. Далее автор просил предпринять необходимые меры для перестройки имеющихся помещений на источниках и постройки здания для лечащихся. К письму прилагались рисунок и план местности, план дома для приезжающих и смета расходов.

В октябре 1884 года инженер Невинский доложил в письме военному губернатору Дагестана об ахтынских минеральных водах. В письме указывалось, что находящийся в 4 верстах от Ахты источник Жени плохо обустроен, а именно — открытым бассейном из мелких камней, в котором стирают бельё, а затем купаются ахтынские женщины. Температура источника была отмечена в 30 градусов по Реомюру. В версте от Жени, отмечает автор, находится серно-щелочной источник Хамам, обустроенный пятью разнопрофильными помещениями из речного камня на глине. Помещения предназначались разным категориям населения: солдатам, местным мужчинам, местным женщинам, офицерам, а также имелся один жилой дом.
Окружной врач отмечал, что источник Хамам даёт 20 тысяч вёдер воды в сутки. Уже в 1897 году начальник Самурского округа Куцевалов рапортовал военному начальнику Дагестанской области о выполнении работ по благоустройству инфраструктуры на источниках.
В советские годы инфраструктура источников продолжала развиваться. Были построены трёхэтажный пансионат, гостиница, ресторан, столовая, чайная. В годы Великой Отечественной войны на источнике Жени производили дубление кожи. В послевоенные годы получили популярность грязевое озеро с целебной массой, а также особо горячий источник, предназначавшийся для лечения радикулита. Был основан завод по розливу лечебно-столовой воды «Ахты». В конце 1950-х годов ахтынский курорт посетил советский писатель Дмитрий Трунов. В 1958 году на горячих минеральных источниках был открыт детский ревмокардиологический санаторий.

## История

### Древний период
Точная дата основания Ахты неизвестна, в прессе высказывается мнение о том, что первое упоминание села относится к V веку до нашей эры.
В первые века нашей эры здесь развивались ткачество и гончарное производство, обработка металла. После распада Кавказской Албании в V веке на области расселения леков возникло раннефеодальное государство Лакз, в состав которого вошёл и Ахты. VI век нашей эры ознаменовался для ахтынцев борьбой с властью Сасанидов. Согласно преданию, на горе Кӏелез-Хев (рус. холм крепости) стояла крепость «КъванцIин хвех» (Каменный орешек). В 560 году на её месте шахом Ануширваном Хосровым была построена крепость Шах-Бани. По свидетельству профессора А. Шихсаидова, в селении сохранилось предание о том, что по приказу шаха Ануширвана Хосрова была построена крепость, получившая название для защиты своих войск от нападения лезгин. По преданию, персидские астрологи предложили Ануширвану покинуть крепость, ибо жителей Ахты невозможно подчинить. Однажды ночью жители Ахты совершили нападение на крепость, сожгли её и уничтожили находящееся там войско.

### Средние века
Ахты-Наме: В 560—575 годах эмир Шахбани правит Ахты, в его правление была основана персидская крепость «Шахбани» на горе Кӏелезхев; Ахты был переименован из Тӏури в Шахбани. В 575—587 годы, после кончины эмира Шахбани, Ахты начал править его сын, Шах-Асан. В 625 году хазарами был захвачен город Дербент, находившийся во владении Сасанидов. В VIII веке, после того как хазары захватили Ширван, управлять близлежащим от Ахты селом Микрах, они назначили эмира Самсама, который построил город Тарса на левобережье Самура, напротив села Каракюре, для упрочения своего положения. Вскоре Самсам принял решение овладеть Ахты. Данные события происходили в правление потомка Шахбани, эмира Дарвишайи. Стороны быстро перешли к конфронтации. Дарвишайи проявил свои дипломатические способности, подкупив эмиров Тарса за 3000 ашрафи. Самсамом было предпринято три штурма Ахты. При первой осаде из-за трудности доступа питьевую воду брали из Самура, а не Ахтычая. После отступления войск Самсама в течение трёх месяцев была проложена дорога от крепости Шахбани к реке Ахтычай. Вторая осада длилась шесть месяцев, по происшествии которых, не достигнув своей цели, Самсам покинул Ахты. Через три года Самсамом была предпринята последняя осада, продлившаяся 7 лет. Хазарские войска расположились лагерем на месте нынешнего села Курукал. Находясь в безысходном положении, правитель Ахты Дарвишайи заручился поддержкой эмиров Тарсы, Рутула, Джиника и Руфука. Столкновения между противоборствующими сторонами продолжались семь месяцев. С обеих сторон были большие потери. В боях погиб и сын Дарвишайи, Шах-Касим. В конце концов, Самсам потерпел поражение у Ахты и отступил. Однако через 15 лет он совершил ночной набег на Ахты, село было разорено, многие жители истреблены. Позже сестра арабского наместника Дербента Абу-Муслима, Умм аль-Муминат с войсками пробиралась по вольным обществам Южного Дагестана, покоряя сёла одно за другим. Покорив Каракюре, она выступила против Микраха. Узнав об этом, ахтынский предводитель Дарвишайи, изъявив арабам покорность, предложил им своё содействие в покорении Микраха. На тот момент население Ахты придерживалось христианства. Приняв ислам, Дарвишайи женился на сестре Абу-Муслима, Умм аль-Муминат. Получив у Абу-Муслима военное подкрепление, Дарвишайи вышел в поход против Самсама, но семимесячная осада не дала никаких результатов. Дарвишайи вновь прибегнул к дипломатии, на этот раз он обратился к шейху Шах-Албурзи, жившему у подножия горы Шалбуздаг (видимо, в с. Мискинджа). Дарвишайи вместе с шейхом Шах-Албурзи подкупом переманили на свою сторону визиря Самсама, эмира Кагу. Пятничной ночью Дарвишайи вместе с 6-тысячным войском вступил в Микрах. Люди Каги открыли ему ворота, а сам Кага с десятью воинами убил Самсама. Захватив город, Дарвишайи выдвинул перед горожанами требование принять ислам. Принявшие ислам не пострадали, а упорствовавшие были казнены. Город был переименован в «Эмир Кага», а со временем название видоизменилось в Миграгъ (Микрах). После этого Дарвишайи, эмир Кага и эмир Шах-Албурзи отправились к дербентскому эмиру Абу-Муслиму, который их приветливо принял, основал в Ахты мечеть, простоявшую до конца 19 века, и переименовал Ахты из Шахбани в Ухти, что в переводе с арабского переводится, как «сестра». Данный факт связан с тем, что сестра Абу-Муслима, Умм аль-Мамунат была выдана замуж за ахтынского правителя Дарвишайи. После того как пятеро из подданных Самсама убили сына и пленили двух дочерей эмира Шах-Албурзи, он вместе с 30 дворами выселился из Микраха и основал на южном склоне горы Шалбуздаг новое поселение Курайш, название которого со временем видоизменилось в «Куруш». Эмир Кага стал правителем Микраха, Каракюре и Куруша. С этого момента ислам начинает распространяться в горных обществах Южного Дагестана. Согласно местному преданию, одним из авторов Ахты-Наме был Пирзали-кази, человек, отличавшийся исключительной справедливостью по отношению к односельчанам.
В VIII веке в Ахты зародилось ковроткачество. В 722 году арабы совершили поход в Лакз. Предположительно в X веке переселенцами из близлежащих сёл стала заселяться правобережная часть Ахты, доселе пустовавшая, но принадлежавшая ахтынцам, жившим тогда лишь на левобережье Ахтычая. Между ахтынцами и переселенцами был заключён договор, согласно которому последние занимали правый берег Ахтычая, но взамен должны были вносить ахтынцам ежегодную дань зерном и скотом. Договор был записан на камне, который строго охранялся ахтынцами. Однако со временем положение обитателей правого берега реки настолько укрепилось, что они сочли возможным отказаться от дани. Прежде всего, жители правобережья решили уничтожить правовой документ — надпись на камне. Ночью они перебрались на левый берег реки, убили часового, охранявшего каменную плиту, и отбили молотком надпись о зависимом положении, причём, во избежание шума, при уничтожении надписи плита была покрыта войлоком. С уничтожением надписи жители правобережья прекратили уплату дани. Община Ахтов, владевшая большим количеством пастбищных и покосных земель, часто сдавала в аренду эти земли общинам, нуждавшимся в них, за определённую плату.
В XIII веке, по свидетельству турецкого историка Эвлии Челеби, Гасан из Ахтов возглавляет ахтынские отряды при отражении лезгинами иранской экспансии. Сохранилось предание, согласно которому в 1382 году при посредничестве турок ахтынцы заключили с ширваншахом договор, по которому ахтынцы обязывались не нападать на ширванские земли.

### Ахтынское бекство
В середине XV века, во время правления ширваншаха Халилуллаха І (1417—1462) из состава Ширвана выделяется эмирство, с центром в Ахты. Территория эмирства включала в себя нынешние Ахтынский, Курахский, Докузпаринский районы. Первым правителем эмирства был Ильчи-Ахмад Бахадур. После его смерти эмирство распалось на разные бекства. Ахтынским и Мискинджинским бекствами стал управлять его сын Мухаммад-бек. Однако, после смерти Мухаммад-бека, трое его сыновей разделили его владения, в Ахты утвердился Хасан-бек, Ахмед-бек в Мискиндже и Аббас в Мацаре. В 1495—1496 годах при посредничестве казикумухского шамхала устанавливается покровительство Ахтынского бекства над селом Хрюг. В хронике Абд-ал-Хаия рассказывается о сражении между жителями села Хрюг и рутульцами, состоявшими в союзе с элисуйскими амирами. Хрюгцы претерпели большие потери. Затем их представители отправились к Казикумухскому шамхалу, изложили перед ним свою просьбу и рассказали ему о своём положении. Шамхал принял их жалобу, и пришёл с хрюгцами в их селение, говорил с жителями Ахты и водворил дружбу и братство между хрюгцами и ахтынцами. Шамхал сказал жителям села Ахты: «Оказывайте помощь и содействие обществу Хрюга до судного дня, а я далёк от них». Современник событий пишет: «И стали мы с ахтынцами подобно брату единому в беде и в счастье — году… девятисот (1494—1495 гг.)»
В XVI веке Ахты был в зависимости от сефевидского Ширвана. Это известно из некоторых деталей, в том числе из получения ахтынским правителем Хасан-беком фирмана на правление от сефевидского шаха в 1568-1569 гг. В 1536 году Рутульское бекство в союзе с Казикумухским шамхальством предприняло поход против Ахтынского бекства, Ахты был разграблен и сожжён. В ответ в 1541 году ахтынский Хасан-бек ибн Мухаммад-бек, при поддержке войска сефевидского наместника Дербента Алхас-Мирзы ад-Дарбанди, напал, разграбил и сжёг Рутул. В 1542 году рутульский бек, уже заручившись поддержкой жителей Кубы, вторично атаковал и разграбил Ахты. В 1560-е годы в Ахты, находящемся под влиянием Ширвана, появляется правитель Гусейн-бек, затем ему наследует Эйюб-бек. В 1568 году иранский шах Тахмасп I, не обладая суверенитетом над Ахты, назначает его правителем бека Шах-Хусейна. В 1578 году в Южный Дагестан вторгаются турки, создавшие на захваченных в Закавказье территориях вилаят Ширван. В составе новообразованного вилаята были созданы санжаки Ахты и Ихир, захваченные при вторжении в Южный Дагестан. В награду за заслуги в войне против кызылбашей турки передали управление Ахты и Ихиром аварскому правителю (санжакбег) Тунай-Джалаву (Тунчалав) Бурхану ад-Дину, брату Чопан шамхала Казикумухского.

### Период горских обществ
К началу XVII века власть беков в Ахты завершается, феодально-монархическая система Ахтынского бекства трансформируется в общинную форму взаимоотношений, в результате этих процессов образуется Ахтыпаринское вольное общество. На этот период приходится культурное и экономическое развитие края. Ахтыпара являлась одним из очагов мусульманской науки и образования в Дагестане. Из ахтыпаринских селений вышло множество блестяще образованных учёных. Селение Ахты было одним из крупных центров исламского образования и переписки рукописей. В числе наиболее известных и энциклопедически образованных учёных Дагестана XIX века был кадий Ахтыпары Мирза Али аль-Ахты. В экономическом плане Ахты представлял собой важный торгово-ремесленный центр Южного Дагестана, являлся стратегическим пунктом пути, ведущей из Внутреннего Дагестана в Ширван (Кази-Кумух — Нуха). В Ахты привозили товары из Агула, Хнова, и Рутула. Сами ахтынцы возили товары на продажу в Нуху и Дербент.
В начале XVII века Ахты представлял собой крупный ремесленный центр, в котором производились изделия из кожи, шерсти, шёлка, дерева, глины, железа, меди, серебра, золота и других материалов. В 1601 году народы Южного Дагестана восстают против турецкого господства. После освобождения от турецкой власти Ахты недолго оставался независимым. Уже в 1602 году Ахты был разорён ширваншахом Абу-беком Мурзой при участии кюринцев, табасаранцев, других горцев и Шах-Амир-хана Шекинского. Власть сефевидского Ширвана над Ахтами была восстановлена, о чем свидетельствует выдача ахтынскому правителю Аййуб-беку фирмана от шаха (сефевидского) на правление в 1014 г. по Хиджре (1605-1606 гг.) Однако, после этого Ахты снова вышел из подчинения Ширвану, о чем свидетельствует карательный поход 1621 года. Перед походом ширванский беглербег Йусуф-хан арестовал в Шабране ахтынцев (по одним данным простых жителей, по другим - аксакалов) и казнил их в своей столице Шемахе в 1029г. хиджры (1619-1620 гг.) Затем сефевидский шах Аббас I организовал поход объединённых сил дербентского наместника (сефевидского) Бархудар-султана и ширванского наместника Йусуф-хана на Ахты, в целях восстановления власти над Ахтами. В результате похода Ахты был подвержен сильным разрушениям, на его восстановление ушло восемь лет. Восстановление Ахты началось под руководством Хасана-Али, сына Амал-Мухаммада в 1629 году. В 1630 году ахтынцами была восстановлена крепость, разрушенная иранцами. Однако в том же году иранские войска ширванского беглербега Юсуф-хана вновь нападают на Ахты и разрушают его. На этом экспансия сефевидов в Самурскую долину прекращается, намечается усиление положения местных государственных образований. В 1654 году Ахты был взят рутульцами. В 1682 году ахтынцы воюют с соседним селом Мискинджа, на помощь которому приходили сёла Докузпаринского вольного общества. В 1688—1689 гг. Ахты переживает эпидемию чумы. В 1708—1709, 1715 гг. ахтынско-мискинджинские конфликты вновь повторялись. В 1718 году русский посол И. А. Лопухин отмечает, что «В ближнем соседстве сего города (г. Куба) народ лезгинский, который живёт в горах повыше горы Шад дага и против шаха воюют и уезды разоряют», что свидетельствует об участии самурских вольных обществ в борьбе дагестанских народов против иранского владычества под руководством Хаджи-Давуда Мюшкюрского и Сурхай-хана Казикумухского. Лопухину вторит И. Г. Гербер: «При ребелии (восстании) в Ширвании оные Дауд-беку и Сурхаю помощь немалую учинили, притом себя добычею не забывали и богатились …» В 1730—1731 годах чума вновь вспыхнула в Ахты. В 1734 году войска иранского полководца Надир-шаха подошли к Ахты. Разрушив мост через Самур, ахтынцы укрылись в крепости Шахбани, отправили неспособное воевать население в горы, и подготовились к обороне. Однако иранцам удалось восстановить мост в течение суток и приступить к штурму крепости. Также ими был послан отряд вдогонку скрывшемуся в горах населению. Вскоре крепость была взята приступом. На окраине села в виде устрашения и стимулирования перехода населения в шиизм, иранские конники растоптали маленьких детей. Большая часть населения была вырезана, село подверглось большим опустошениям. Из Ахты Надир-шах отправился в Куткашен. Несмотря на поражение, ахтынцы не были подчинены, о чём говорит участие ахтынцев вместе с кубинцами и кюринцами в осаде крепости Худат после ухода Надир-шаха из Дагестана. Обороной крепости руководил иранский ставленник Гусейн-Али-хан. Вскоре на выручку иранскому гарнизону пришли войска дербентского правителя и шамхала Хасбулата. В 1735 году Надир-шах вторгся в Табасаран, откуда выслал шеститысячный карательный отряд на Ахтыпаринское и Докузпаринское вольные общества. Беженцы из Самурской долины были остановлены иранцами у села Кабир. Далее отряд проследовал по Самурской долине, разорив по очереди Алтыпару, Докузпару и Ахтыпару. В 1738 году Джаро-Белоканские общества подняли восстание против иранского владычества. Осенью того же года на карательную экспедицию против них отправился брат Надир-шаха, Ибрагим-хан. На помощь джаро-белоканцам вышли отряды табасаранцев, хиналугцев, докузпаринцев и ахтыпаринцев, общей численностью в 20 тысяч воинов. Иранцы были разбиты, из 32-тысячного войска спаслось бегством лишь 8 тысяч. В битве был убит и сам Ибрагим-хан, вместе с ним также и Угурлу-хан Гянджинский с высокопоставленными военачальниками. Горцы захватили в трофеи всю вражескую артиллерию, насчитывавшую 30 пушек. В 1775 году в состав Ахтыпары входят сёла Гогаз, Усур и Кака, находившиеся прежде под властью Рутула, и переданные им Ахтыпаре взамен на союзничество в войне против Хрюга. В 1778 году в Ахты от холеры погибло три человека. В 1782 году ахтынцы вступили в войну с мискинджинцами. В конфликте Мискиндже оказывала помощь Докузпара. Ахты же прибегнул к помощи Сурхай-хана Казикумухского и Умма-хана Аварского. В итоге в декабре 1782 года Мискинджа была сожжена. В 1789—1790 гг. ахтынцы воевали с рутульцами. В 1796 году ахтыпаринское войско принимает участие в сражении с русскими силами генерала Сергея Булгакова около села Алпан близ Кубы на стороне казикумухского Сурхай-хана ІІ. В том же году Ахты был занят войсками Булгакова.
К концу XVIII века отмечается возвышение Ахтыпаринского вольного общества, которое усилилось и политически, и территориально, и по количеству населения.

### XIX век
В 1803—1804 гг. повторяются ахтынско-мискинджинские конфликты. В 1809 году самурские вольные общества (Ахтыпара, Алтыпара и Докузпара) изъявили желание перейти в российское подданство. В связи с этим комендант города Баку И. И. Репин 6 декабря 1809 года рапортовал командующему царскими войсками на Кавказе, А. П. Тормасову — 
Сии народы не имеют над собою, как другие, одного властелина, но управляются по деревням старшинами, то и я располагаю взять от них хороших аманатов; а когда посланный офицер для приведения их к присяге возвратился, которому и велел дать на замечание, чтобы он узнавал места и дороги, можно ли до Ахты пройти войскам и с пушками, а после разведав обстоятельно о продовольствии, донесу в. в., не приказано ли будет тогда роту послать

Самурские вольные общества, сохранив самостоятельность во внутреннем управлении, вошли в состав Кубинской провинции. Однако податей не платили, в нарушение достигнутых с русской администрацией договорённостями. В 1819 году русские начали строительство дорог в Самурской долине для мобильности и оперативности войск. 

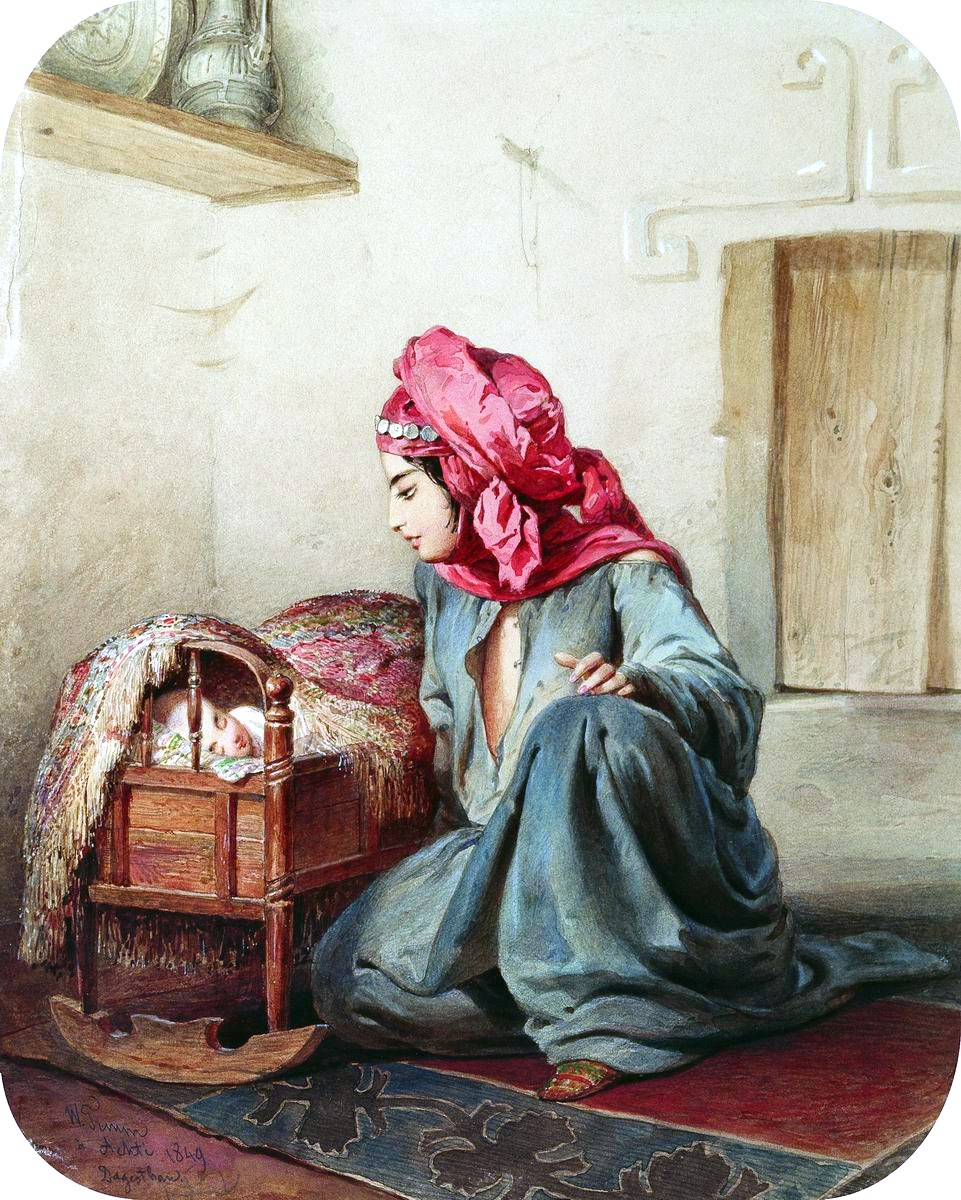
Дочь Эфенди Ахтынского вельможи. 1849 год.

С целью изучения местных дорог в Ахты прибыл инженер-подполковник Торри, которого еле спас от местных жителей ахтынец Гаджи Мурад-Ага, который был награждён серебряной медалью «За усердие». Ахтынские аксакалы отказались формировать из местного населения кавалеристов для подавления Польского восстания, с этого момента начинается противостояние ахтынцев с русскими. Представители царской администрации обвиняли самурцев в бунте и подстрекательстве соседних обществ к выступлению против России. В 1247 году по хиджре (1831—1832) был установлен мир, положивший конец длительной вражде ахтынцев с мискинджинцами. В 1836 году К. К. Краббе упоминает о добрососедских отношениях Ахтыпары с Докузпарой, в то время как отношения с Рутульским бекством были напряжёнными.

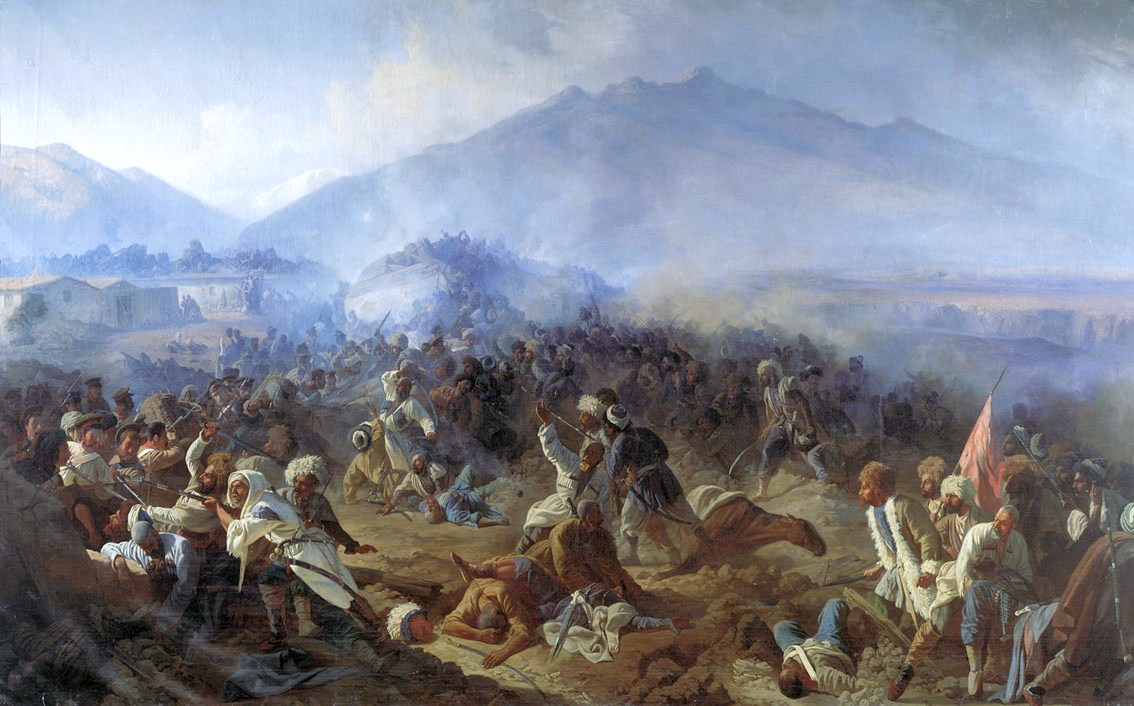
Картина П. И. Бабаева «Штурм Ахтинской крепости» — эпизод Кавказской войны

В период Кавказской войны (1817—1864) ахтынцы приняли участие в Кубинском восстании, однако 3—4 июля 1838 года, в решающем сражении с корпусом генерал-лейтенанта Фезе у села Каракюре, ахтыпаринское ополчение под предводительством Шейха-Муллы вместе с отрядами ополченцев Рутульского, Докузпаринского и Алтыпаринского вольных обществ потерпело поражение. 5 июля начались переговоры, но пленных у русских не оказалось, поскольку горцы «рубились до последней капли крови». После этого, 5 июня 1839 года, село Ахты было взято русскими войсками. Генерал Головин намеревался разрушить Ахты, однако глава Ахтыпаринского вольного общества, Мирза Али аль-Ахты, договорился с ним сохранить село. 11 июня 1839 года под руководством инженера-полковника Баумера началось строительство Ахтынской крепости. Наметилось налаживание транспортного пути из земель Джаро-Белоканских обществ, через Рутул, Ахты в Кубу. В 1846 году русские войска приступили к строительству Военно-Ахтынской дороги.
В 1848 году имам Шамиль произвёл безуспешную попытку овладеть Самурским округом, произошло Ахтынское сражение. По прибытии в Ахты Шамиль созвал ахтынцев и выступил перед ними с речью: 
Вы народ храбрый, сколько раз вы проливали кровь русских, до сих пор в такой войне вы были без помощников. Знайте же, что я и весь Дагестан ваши помощники

В ответ ахтынцы заявили: 
Мы клянёмся умереть перед тобой и сражаться с врагами
По свидетельству летописца имама Шамиля, Мухаммед-Тахира, «Жители Ахди наиболее сильно (по сравнению с другими войсками имама) сражались и атаковали крепость, в связи с чем множество из них было убито». Позже в Мариинском театре Санкт-Петербурга поставили пьесу «Осада крепости Ахты». В 1849 году в Самурском округе разразилась эпидемия холеры. В 1850 году в Ахты, Табасаране и Кубинской провинции были посеяны семена гаванского табака, привезённые князем Гагариным. Во второй половине XIX века среди дагестанцев появляются врачи со светским образованием. Первым из них был Бейбала Ахтынский, выпускник Парижского университета Сорбонна. В 1859 году Лебединский открыл в Ахты детскую начальную школу. В 1861 году Лебединский уехал из Ахты, вследствие чего основанная им школа прекратила работу, однако в том же году в Ахты была основана первая в Дагестане сельская светская школа. В школе обучались также русскому и турецкому языкам. Финансирование школы шло за счёт штрафных выплат.

Мост через реку Ахтычай, рисунок до 1894 г.

В 1877 году ахтынцы приняли участие в Шариатском восстании Чечни и Дагестана. 1 октября 1877 года капитан милиции царской армии Кази Ахмед-бек был провозглашён ахтынцами Самурским ханом. Ахтынская крепость с гарнизоном внутри оказалась блокированной восставшими. Был пущен слух, что на Самур идёт Джафар-паша с другими турецкими пашами, объявив газават, чтобы заставить самурцев принять участие в восстании. Между тем русский гарнизон Ахтынской крепости был малочисленным. Между жителями поднялась паника. Магазины закрывались, товары прятались в ямы, базар отсутствовал, народ прятался. Юзбашеву пришлось составить три сотни милиции из самурцев, причём ни один ахтынец не поступил в милицию. Юзбашев покинул село и переселился в Ахтынскую крепость. Всё это совпало с известиями о восстании в Гунибе и Кумухе. 20 сентября пришло известие о поражении горцев у Леваши и Каякенте, и всё притихло, торговля возобновилось, и приготовление к празднику Курбан байрам шло активно. 28 сентября Юзбашев был у более важных жителей на празднике, а 1 октября в Ахтынской крепости получили подкинутую записку: «в Ахтах вспыхнуло восстание. Все со значками. Во главе Кази-Махмед-бек. Дом управления окружён караулом. Никуда не выпускают. Солдат не присылайте на базар, хотят убить их. Что нам делать?». И действительно, в ауле было полное восстание. Крепость была приведена в оборонительное положение. К вечеру мятежники стали окружать крепость и лезть на приступ, но после залпа картечью они попятились. Тысячи мятежников открывали пальбу из садов и виноградников. Крепость была блокирована. Мятежники повели траншейный приступ. 29 октября Кази-Ахмет-бек, провозглашённый восставшими Самурским ханом, передал Узбашеву письмо, в котором он заявлял ему о взятии мятежниками Дешлагара, Кусары и требовал сдачи. На это требование Узбашев отвечал картечными гранатами. Между тем траншеи горцев приближались к крепости. Майор Комаров берёт 60 солдат, делит их на три отряда, бросается на траншеи, и вычищает оттуда горцев. Вылазка длилась три с половиной часа. Блокада длилась 52 дня. Все терпели лишения и в пище, и в одежде, и даже в жилье. Беспрерывная сторожевая служба до крайности истомляла работников. Но после удачной вылазки солдаты ободрились. Всюду появлялось весёлое оживление. А осаждающие притихли. Выстрелы стали раздаваться реже. 4 ноября поздно вечером в крепости явился ахтынец Магомед- Шериф Махмуд оглы и сообщил, что на выручку осаждённым идёт генерал Комаров. Мятежники тоже узнали об этом и отступили. 5 ноября рано утром жители Ахты явились в укрепление и просили прощения, за ними прибыл гонец от генерала Комарова с поздравлением гарнизона со снятием осады и с известием о его скором прибытии. И действительно, 31 октября войска генерала Комарова двинулись на усмирение восстания в Самурском округе и на деблокирование гарнизона Ахтынской крепости. 7 ноября Кайтагский отряд вошёл в Ахты. Восстание было подавлено. Руководители восстания самурцев, Самурский хан Кази Ахмед-бек, Абдул Эфендиев и Абдул Халик Кади, Комиссией военно-полевого суда были приговорены к смертной казни через повешение. Активным участником восстания прослыл также Али-Аскар (1812—1938) из рода Сарыяр, дедушка будущего скульптора Хасбулата Аскар-Сарыджи. Он принял участие в обороне Ахульго (1839), Битве за Ахты (1848) и был в первых рядах во время восстания 1877—1878 гг. В 1879 году он был выслан в Сибирь, откуда вернулся спустя четыре года. В 1892 году в Самурском округе разразилась эпидемия холеры. С 22 июня по 25 сентября в селе Ахты от болезни погибло 1424 человека. В 1899 году в Ахты окончательно обветшала и была снесена мечеть VIII века, построенная арабским полководцем Абу Муслимом аль-Масламой, а на его месте была основана ныне действующая Джума-мечеть. На рубеже XIX—XX вв в Ахты было распространено «кири» — извозничество. За один оборот, например из Ахтов до Дербента и обратно, киричи (извозчик арбы) получал 3 руб. Из Нухи в Ахты, за отсутствием дорог, товары привозились вьючным транспортом, а не на арбах. Вдоль дорог тогда строились «караван-сараи» — помещения, где проезжавшие могли останавливаться на ночлег, а также оставлять свои арбы и животных. Такие караван-сараи строили почти через каждые 12—15 км состоятельные люди, за ночлег они взимали плату. В 1891 году в Ахты было подсчитано 45 учеников светской школы, а также 569 мальчиков и 235 девочек, обучающихся в местных мектебах.

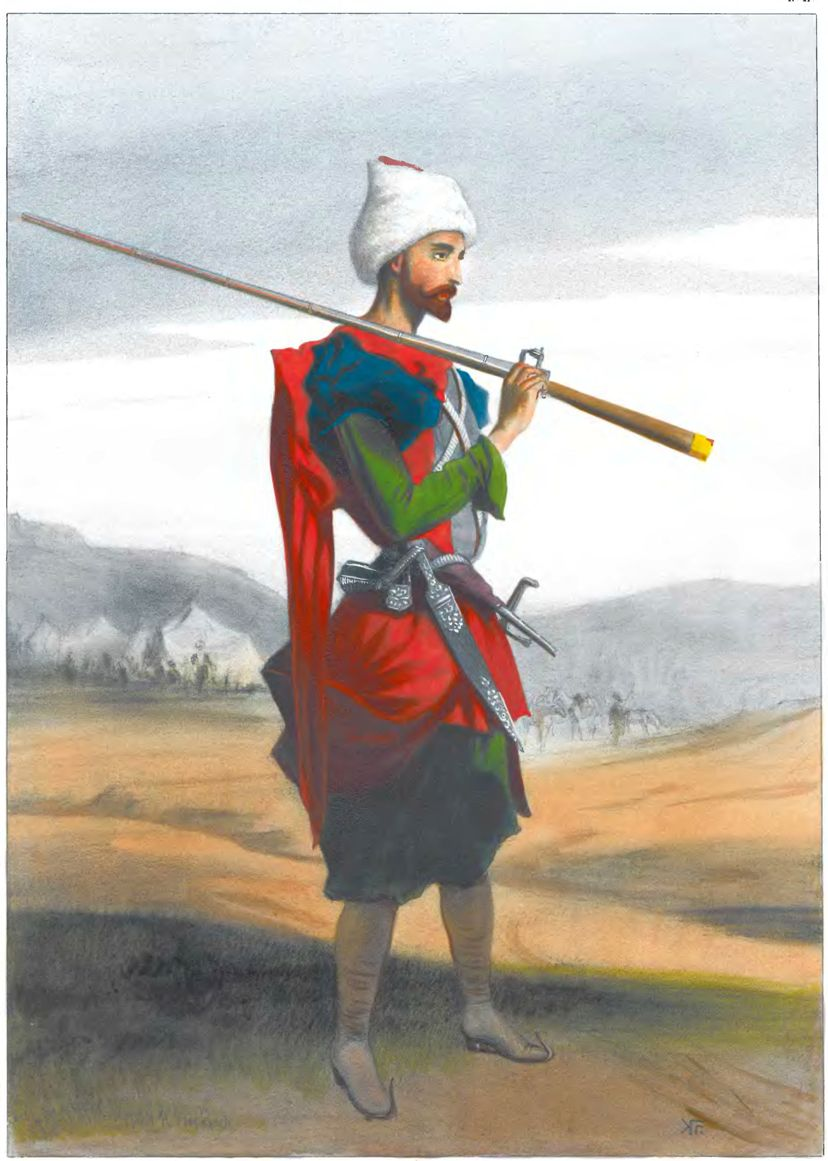
Ахтынский мелик

### XX век
В 1839—1917 годах в составе Российской империи, а позже и РСФСР, Ахты являлся административным центром Самурского округа и Ахтыпаринского наибства (с 1899 года Ахтыпаринский участок), входившего в состав округа. Вместе с селением Гра образовал Ахтынское сельское общество. В Дореволюционный период здравоохранение в Ахты обеспечивалось врачами — воспитанниками фельдшерской школы Тифлисско-Михайловской больницы. В этот период расширялись экономические связи с остальным Дагестаном и Закавказьем, поддерживались торгово-хозяйственные связи с Баку, Дербентом, Курахом и др. К 1915 году в Ахты было уже две светские школы. В 1915 году в Ахты закончено строительство знаменитого моста, спроектированного итальянскими инженерами Джиорсом и Дебернарди. На строительство моста ушло 10 200 рублей штрафных и 9500 рублей общественных денег. Перед революцией, по свидетельствам, здесь было 26 портных, 35 башмачников, 4 ткача, 4 ювелира, 5 кузнецов и 10 каменщиков. В 1917 году, узнав о Февральской революции, местные жители и гарнизон Ахтынской крепости братались. Во второй половине 1918 года Ахты был занят турецкими войсками. В 1924 году в Ахты появилось электричество. С 1928 года Ахты административный центр Ахтынского района, образованного на базе Ахтыпаринского участка округа. В 1930—1932 года в Ахты возведена районная больница. В 1948 году было начато строительство Ахтынской ГЭС. В 1955 году был открыт Ахтынский аэропорт, регулярными рейсами с которого осуществлялось авиасообщение с Махачкалой, Тбилиси, Баку и заказными рейсами с Красноводском. В 1979 году после двух авиакатастроф, два АН-2 столкнулись с горой Гестинкиль, аэропорт был закрыт.

## Население
| 1869  | 1882  | 1886  | 1895  | 1897    | 1926    | 1939    |
| ----- | ----- | ----- | ----- | ------- | ------- | ------- |
| 5418  | ↗5798 | ↗5935 | ↘5789 | ↘3190   | ↗3886   | ↗5179   |
| 1959  | 1970  | 1979  | 1989  | 2002    | 2010    | 2021    |
| ↗5478 | ↗7189 | ↗7370 | ↘7356 | ↗13 152 | ↗13 405 | ↗15 285 |

Национальный состав села по переписи 2002 года:
- лезгины — 12 739 чел. (96,9 %)
- русские — 332 чел. (2,5 %)
- табасаранцы — 18 чел. (0,1 %)
- аварцы — 13 чел. (0,1 %)
- азербайджанцы — 5 чел. (0,1 %)
- прочие — 8 чел. (0,3 %)[58]

Согласно данным Всероссийской переписи населения 2010 года в Ахты проживало 13 405 человек. Однако, согласно заявлению главы Ахтынского района в 2009 году в Ахты проживало свыше 15 тысяч человек.
Село является мононациональным и моноконфессиональным. Жители Ахты являются лезгинами, исповедуют ислам суннитского толка. Самоназвание ахтынцев — «ахцахар». Говорят на ахтынском диалекте лезгинского языка.

### Из истории
Исторически население Ахты делится на 40 родовых объединений — тухумов (лезг. сихил). Сихилы объединялись в своеобразные союзы — реседы. Некоторые ахтынские тухумы: Алхасар, Ахмедар, Ахмединбур, Валбацар, Велияр, Исмихнар, Кабанияр, Канашар, КIакIахар, КIенешар, КIисрияр, Къазияр, Къуьлияр, Лагъайсар, ЛенпIияр, Макӏатар, Мурсалар, ПIекъвер, Саидар, Серияр, Терзияр, Убакар,Хишилар, Халхалар, Ххуркъар, Церевар, Чабалар. Исторические кварталы: Къваскар, Ущехъан, Лай, Яргъиккар, Килияр, Чӏехи гъен, Пельтӏуьяр, Силар, Дашнак, Базар-магьле, Агъа магьле, Вана магьле, Гьакьар магьле. Основная часть ныне существующих исторических кварталов была застроена в XVI—XVII веках. Население было занято хлебопашеством, овцеводством, в небольших размерах садоводством и овощеводством. Такой формы собственности, как тухумные земли, в Ахты не было.
Ахты был самым крупным селом в долине Самура. В арабоязычных источниках и документах Ахты нередко обозначался термином «балда» (город). Ф. Ф. Симонович в 1796 году сообщал, что в Ахты было 600 дворов. В рапорте бакинского коменданта В. А. Репина от 1809 года говорится, что в «городе» Ахты было до 1000 дворов. По данным Ф. А. Шнитникова (1832 г.) и К. К. Краббе (1835 г.), селение Ахты насчитывало 800 семейств. В 1850 году в Ахты было 728 семей и 2005 душ мужского пола, способных платить подать. В 1865 году количество семей стало 969. В 1869 году в Ахты проживало 5418 человек, из них мужчины — 2900, женщин 2518. Село состояло из 969 дворов. По данным переписи 1873 года всего в Ахты 1088 домов-семей, общее количество населения 5767 человек, из них мужчин — 3066, женщин 2701. В 1886 году было 1053 дома, в которых проживали 3173 мужчины и 2760 женщин.
По данным 1882 года, самым крупным населённым пунктом в Дагестане после Дербента был Ахты. В нём насчитывалось 5798 человек. В селе было 150 лавок купцов, 16 мечетей, 20 медресе и одна светская школа, в ней обучались 45 учащихся, большинство из которых — дети из зажиточных семей.
В Энциклопедическом словаре Брокгауза и Ефрона указано, что население Ахты составляет 6800 человек.

### Язык
Жители села Ахты разговаривают на ахтынском говоре ахтынского диалекта, относящегося к самурскому наречию лезгинского языка. Отличия от грамматического диалекта лезгинского языка состоят, преимущественно, в наличии гласных звуков «ы», «о»; широком использовании согласных звуков «ж», «з», «ф», «гІ»; меньшем количестве смычных спирантов. Характерны переходы «д»-«з».

### Переселенчество
В истории Ахты особое место занимает непрерывный процесс переселения отдельных групп жителей на другие земли, в другие сёла и города, вследствие чего образовывались новые тухумы и сёла.
Согласно преданию, близлежащее село Гдынк основано на рубеже X-XI веков переселенцами из левобережной стороны Ахты. На рубеже XVII—XVIII веков представителями ахтынского тухума Макӏатар было основано близлежащее село Калук. Один из тухумов аварского села Кусур Рутульского района, Мотокъал является выходцами из «Гьахъди — Къуралал», то есть из «Ахты — Кюры». Часть тухума живёт и в селе Гоаб. По преданиям, на берегу реки Алазани, около села Кусур-Динчи Закатальского района, находился их хутор Мотокъ-уба, состоящий из 25 домов.
Помимо того, ахтынцы переселялись и осваивались в сёлах: Магарамкент, Советское, Сардаркент и др.
В Турции, в городе Киник (провинция Измир) проживает 100 ахтынских семей. Там они идентифицируются под общим патронимом «Дагестан-Меджидие».
Часть жителей Ахты, из тухума (лезг. сихил) Кабанар (лезг. Къабанар), в XVIII веке переселилась в лакское селение Кумух. Причиной переселения послужило преследование со стороны российских властей в связи с часто совершаемыми ими набегами.

## Инфраструктура
- Ахтынская центральная районная больница
- Ахтынская туберкулёзная больница[73]
- Республиканский детский ревмокардиологический санаторий "Ахты[74]
- Реабилитационный центр для детей и подростков с ограниченными возможностями[75]
- Гостиница «Самур»

## Культура
В Ахты найдены многочисленные средневековые арабские надписи, самые старые из которых, выполненные почерком «куфи», датируются специалистами XII—XIII вв.

### Музеи

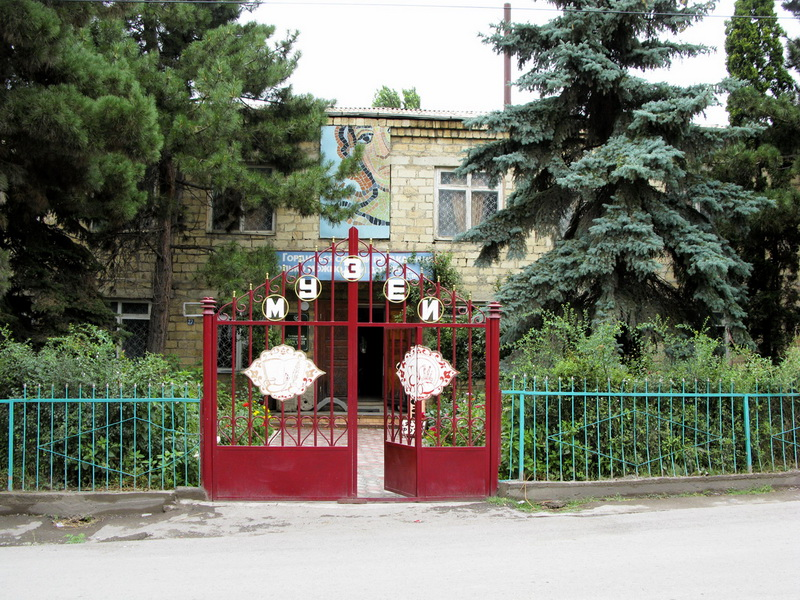
Фасад Ахтынского Краеведческого музея

В Ахты находится два музея, наиболее популярный из них — Ахтынский Краеведческий музей, основанный в 1937 году, содержащий свыше 12 тысяч экспонатов и признанный лучшим сельским музеем бывшего СССР.
Ахтынский музей культуры и искусства, являющийся филиалом Дагестанского Государственного объединённого исторического и архитектурного музея имени Тахо-Годи, единственный в Дагестане районный музей культуры и искусства. Содержит свыше 10 тысяч экспонатов.

### Театр
Ахты известно, как родина дагестанского театрального искусства, именно здесь в 1906 году был открыт первый в Дагестане Лезгинский драматический театр, который в 1949 году был перенесён в Дербент, и получил новое наименование «Государственный лезгинский музыкально-драматический театр имени С. Стальского». В 1956 году открыли новый, Ахтынский народный театр. В Ахты действуют фольклорные ансамбли «Тури», «Шалбуздаг», «Шарвили» и детский образцовый оркестр народных инструментов «Соколёнок», занявший третье место на зональном конкурсе Юга России Первого Всероссийского фестиваля ансамблей и оркестров национальных инструментов в городе Ростов-на-Дону. Также оркестр был отмечен членами жюри как один из немногих, владеющих традиционными музыкальными инструментами, в том числе старинными, которые и по сей день бытуют в Дагестане — кеманча, тар, зерб, саз, дудук, зурна.

### Ахтынская школа искусств имени Аллы Джалиловой
Педагогический состав школы представлен 23 преподавателями, функционируют 7 отделений, обучаются 225 учащихся. 153 ученика занимаются в отделении хореографии.
Школа имеет филиалы циркового искусства. Учащиеся школы выступают в мероприятиях и конкурсах района и республики. За это время школа награждена 15 дипломами и грамотами министерства культуры и министерства образования и науки Республики Дагестан. Цирковая группа школы удостоена звания «Народный коллектив». В 2007 году школа была отмечена как лучшая школа искусств в республике, и ей были выделены музыкальные инструменты на сумму 148 тысяч рублей..

### Народные промыслы
Ковроткачество, вязание шерстяных носков, прядение, ткачество, кожевенное дело.
Ахтынские ковродельщицы имеют свой тип ковроткачества, именуемый «Ахты», один из семи типов ковродельческого искусства Южного Дагестана, родственный ковровому типу «Микрах». Ахтынские ковры отличались особой мягкостью и толщиной, поскольку нить для ковров прялась толстая. Ковры были тяжелы и слегка заужены по длине к одной из сторон. Имели популярность композиции Хасан-Кала и Урус-Тура. Изготавливались в основном на продажу за пределы Ахты. В целом ковры «Ахты» пользовались известностью как высокохудожественные изделия, совершенные и по своим техническим качествам, и по решению цветовой гаммы.

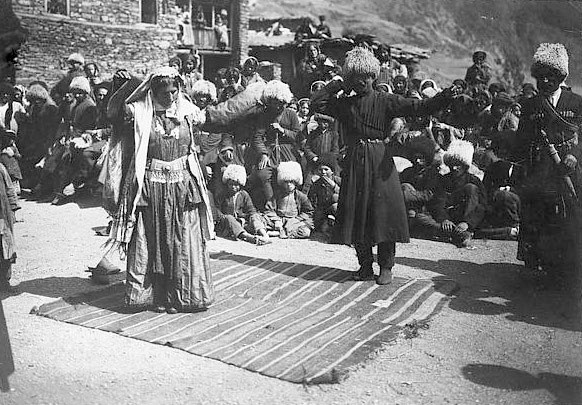
Ахты в начале XX века. Исполнение танца «Лезгинка»

### Праздники и фестивали
Ахтынцы издавна отмечали лезгинский национальный праздник цветов Цуькверин Сувар вместе с жителями близлежащего села Джаба.; В советское время на этот праздник, кроме ахтынцев, съезжались жители окрестных сёл, других районов и городов Дагестана.
В каждую последнюю субботу июня в Ахты проводится праздник, посвящённый герою лезгинского национального эпоса Шарвили.

## Образование
Функционируют Первая Ахтынская СОШ им. Сулеймана Стальского, Вторая Ахтынская СОШ им. Валентина Эмирова, одна неполная общеобразовательная школа, одно профессиональное училище (с 1990 года), имеющее 15 га земли, детская художественная школа, музыкальная школа, 4 детских сада. Филиал Махачкалинского промышленно-экономического колледжа., филиал Дагестанского политехнического колледжа.
История образования
До Октябрьской революции в Ахты имелось 20 медресе, в которых преподавались как богословские, так и обычные светские науки. В 1859 году в Ахты Лебединским основана детская начальная школа, прекратившая свою деятельность в 1861 году. Тогда же, в 1861 году была основана первая светская сельская школа в Дагестане и на всём Северном Кавказе, носившая название «Одноклассное начальное общественное училище», где обучались 44 ученика. Первыми учителями были Джами Бабаев, латышский писатель Эрнст Берзниек-Упит, Гасан Алкадарский, Бадрудин Таирбеков. Ныне это Ахтынская СОШ № 1. В связи с её открытием, военный начальник Южного Дагестана генерал-майор Л. Меликов в своём официальном рапорте на имя губернатора Дагестанской области докладывал:
Согласно желанию жителей, 26 сентября 1861 года в Ахты учреждена народная школа на 44 ученика для обучения русскому и татарскому языкам. Поступившие ученики отличаются прекрасными способностями, и от учреждения этого нельзя не ожидать пользы в будущем…
Учениками этой школы были такие выдающиеся личности, как основатель и первый глава Дагестанской АССР Нажмудин Самурский, народный комиссар земледелия ДАССР Мирзабег Ахундов, Герой Советского Союза Газрет Алиев, Герой Социалистического Труда Саимат Ферзалиева; депутаты Верховного Совета СССР Абдулвагид Вагабов, Магият Макатова, Гулханум Султанова, Марият Багишева; народная артистка России Рагимат Гаджиева, народный писатель Дагестана Шах-Эмир Мурадов; первая киноактриса Дагестана Софият Аскарова; единственная дагестанка — балерина Большого театра Алла Джалилова; основоположник скульптурного искусства Дагестана Хас-Булат Аскар-Сарыджа; крупный геолог-золотоискатель Азиз Алискеров, директор Дагестанского института национальных культур Гаджибег Гаджибегов, литературовед и учёный Ахед Агаев, первая дагестанка — доктор наук, офтальмолог Камер Адилгезелова-Палчаева, талантливый инженер-самородок, в 1931 году построивший в Ахты малую ГЭС, Салих Ахмедов и многие, многие другие.
На месте СОШ № 3 находился старинный медресе, популярный среди жителей Южного Дагестана и Северного Ширвана, основанный правителем (кадий) Ахтыпаринского вольного общества 19 века, богословом Мирза Али аль-Ахты.
В советские годы, в здании ныне одной из квартальных мечетей, функционировала школа арабского языка. В 2011 году открыта религиозная школа «Мадраса имени Хаджи-Абдурахмана эфенди Ахтынского».
В сентябре 2011 года состоялись торжественные мероприятия республиканского уровня, приуроченные к 150-летию Ахтынской СОШ № 1.

## Экономика

### Промышленность
В Ахты имеются швейная фабрика, консервный и сыродельческий заводы, деятельность которых заморожена. Завод по розливу лечебно-столовой воды «Ахты» также прекратил свою деятельность.

### Сельское хозяйство
Ахты — одно из самых южных крупных поселений России, что обуславливает поступление большого количества солнечного сияния, это благотворно влияет на земледелие. В селе и его окрестностях выращивают овоще-бахчевые культуры, развито садоводство, в том числе выращивают знаменитые ахтынские яблоки. Скотоводство в селе и его окрестностях имеет традиционный для Дагестана характер и включает в себя разведение крупного и мелкого рогатого скота, главным образом, коров и овец. В последнее время наблюдается значительное сокращение поголовья крупного рогатого скота.

### Туризм
Ахты является одним из туристических центров Дагестана. В здешних местах туристов привлекают, как правило, целебные минеральные источники. Однако, помимо этого, туристы охотно прогуливаются по улицам села, фотографируя местные достопримечательности, которыми изобилует Ахты. В интернете размещено немало подробных авторских рассказов с фотоматериалами, о посещении Ахты. Примечательно, что приезжие туристы предпочитают называть Ахты городом.

### Энергетика

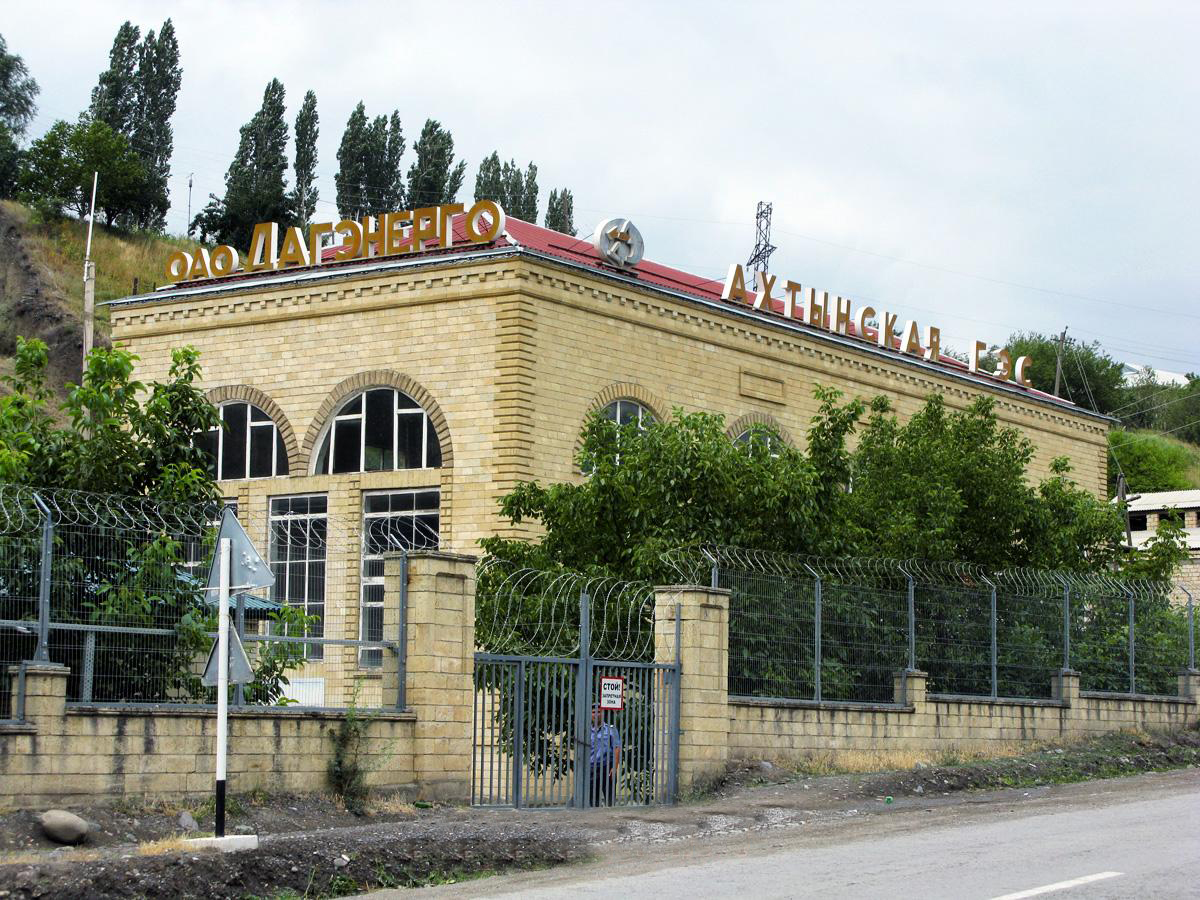
Ахтынская ГЭС

Функционирует Ахтынская гидроэлектростанция на реке Ахтычай мощностью 1,8 МВт. С июня 2011 года будет вестись строительство Ахтынской ГЭС-2 на реке Самур, на 102 километре от его устья, мощностью 22 МВт.
Газификацией охвачено лишь несколько десятков домовладений в Ахты. Ведутся работы по расширению сети потребителей.
Из истории энергетики
В 1920 году в ГОЭЛРО были включены строительство Гергебильской ГЭС на реке Сулак и Ахтынской ГЭС на реке Самур. Силами инженерно-технических работников Москвы, Ленинграда, её местных специалистов, были подготовлены необходимые проектно-сметные документации строительства Гергебильской и Ахтынской ГЭС, начались строительные работы, которые прервались в связи с нападением гитлеровской Германии на Советский Союз. Однако и после войны освоение гидроэнергетических ресурсов реки Самур не было возобновлено. В 1924 году для освещения важных социальных объектов в Ахты была установлена маломощная дизельная электростанция. 28 июля 1926 года был заключён договор о строительстве в Ахты гидроэлектростанции мощностью в 600 лошадиных сил. В декабре 1931 года в верхней части села инженер Салих Ахмедов построил гидроэлектростанцию № 1 мощностью 62 кВт. Благодаря этому удалось электрифицировать все дома в Ахты. В 1948 году было начато строительство второй гидроэлектростанции — Ахтынской ГЭС № 2. По горам вручную был проложен подводящий канал длиной 6 км. В 1957 году два агрегата Ахтынской ГЭС мощностью 1,2 МВт уже производили электричество. В 1971 году, когда Ахтынский район был полностью электрифицирован, станция была законсервирована за ненадобностью. Потребности района в электроэнергии росли, и в 1997 году были восстановлены подводящий канал и объекты водозабора, возвели новое здание электростанции, привезли две гидротурбины и генераторы, после чего запустили ГЭС. В 2001 году была запущена третья гидротурбина.
6 мая 2012 состоялось открытие магистрального газопровода «Советское-Ахты».

### Транспорт
До 1979 года функционировал Ахтынский гражданский аэропорт. На данный момент ближайшим аэропортом от Ахты является Уйташ (Махачкала), в 240 км. Ближайшая железнодорожная станция Белиджи находится в 102 километрах. Ахты связан с Махачкалой и Дербентом ежедневными маршрутными рейсами. Через Ахты проходит республиканская межрайонная трасса «Магарамкент — Ахты — Рутул». Существовал внутренний ахтынский маршрутный рейс номер 1. В 2009 году налажен водопровод «Маза — Ахты», снабжающий Ахты питьевой водой.

### Мосты

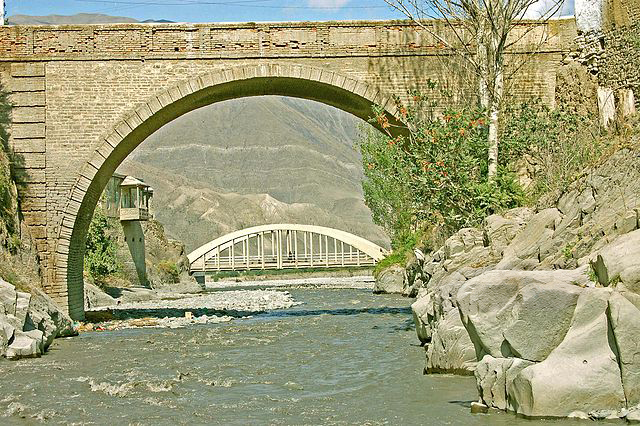
Ахтынские мосты: «Идрисан муьгъ» на переднем плане, «Джиорс и Дебернарди» на заднем

Всего в селе находится одиннадцать мостов, два из которых представляют и культурную ценность — это мост, построенный бельгийским и итальянским инженерами Джиорсом и Дебернарди в 1915 году, и мост «Устӏа Идрисан Муьгъ», построенный местным какинским инженером Идрисом Юнусовым в 1936 году. Мосты являются неотъемлемой частью панорамы села, без которой архитектурный ансамбль Ахты был бы неполным.

## СМИ и коммуникации
Действует районный телеканал АТВ. Печатается первая лезгинская газета на лезгинском языке «Цӏийи Дуьнья» (рус. Новый мир). Село покрыто мобильной связью пакетной передачи данных 3G-4G.
История периодических изданий
1 мая 1922 года в Ахты вышел первый номер молодёжной газеты, издававшейся на тюркском языке, «Юный самурец». Газета прекратила выпускаться в 1924 году. Затем в селе начал издаваться печатный орган Самурского окружного комитета РКП(б), газета «Самур фукъарасы» (рус. Самурская беднота).
В 1931 году в Ахты переведена газета «Цӏийи Дуьнья» (рус. Новый мир), издающаяся здесь и поныне.

## Спорт
- ФК «Ахцах» (сборная Ахтынского района по футболу) — победители Южной зоны Дагестана 2010.[104]
- ВК «Ахты» (женская сборная команда Ахтынского района по волейболу) — чемпион первенства Дагестана по женскому волейболу в ноябре 2009 года.[105]

## Ислам

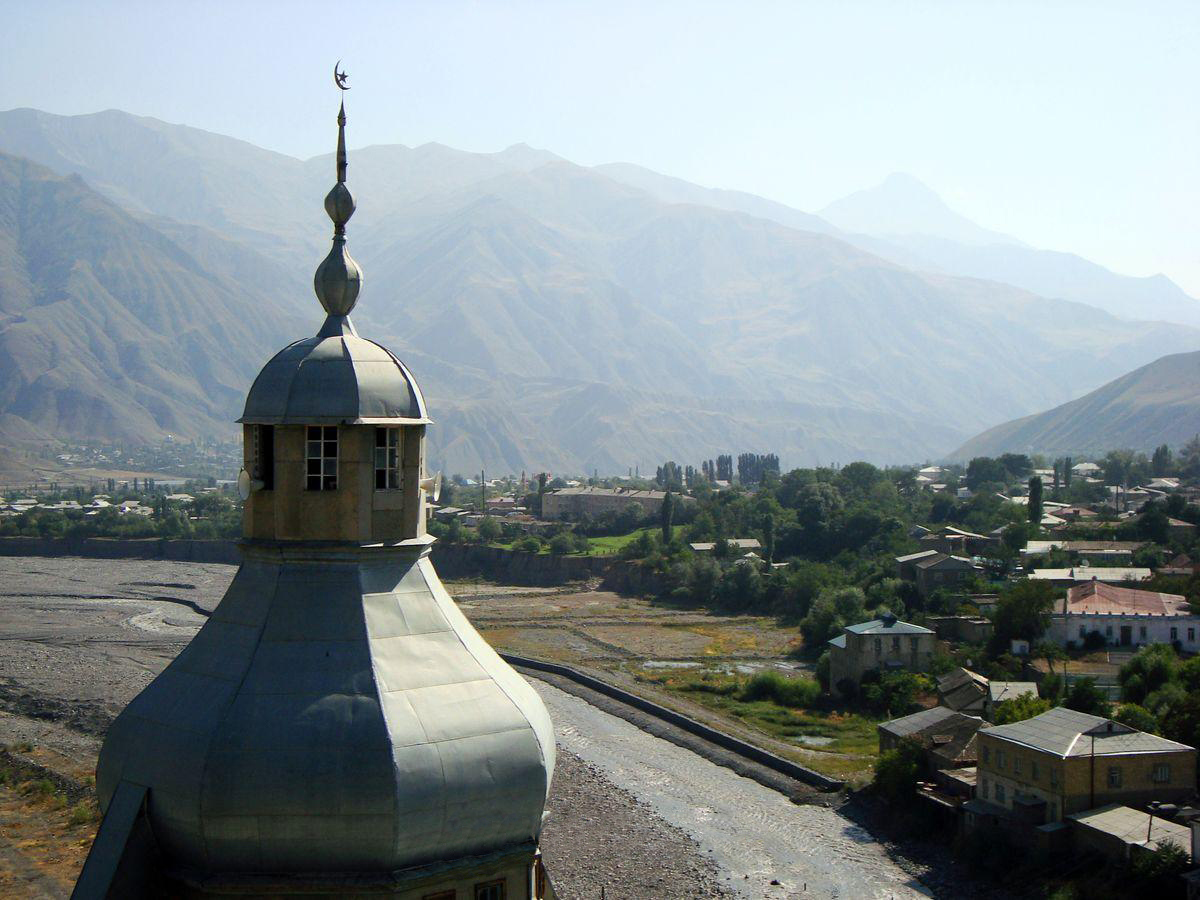
Джума-мечеть

В VIII веке арабский полководец Абу Муслим аль-Маслама основал в Ахты Джума-мечеть, простоявшую до 1898 года, когда её снесли из-за обветшания. В следующем году на её месте была основана новая Джума-мечеть, действующая и поныне. Исторически, со времён Ахтыпаринского вольного общества, в Ахты располагалось 16 квартальных мечетей и одна Джума-мечеть. В советское время почти все мечети были закрыты, а Джума-мечеть — отдана под музей. После советской власти из 17 исторических мечетей сохранилось девять, из них три рекультивированы под мечети. Таким образом, всего в Ахты девять мечетей, из них пять функционируют.

## Достопримечательности

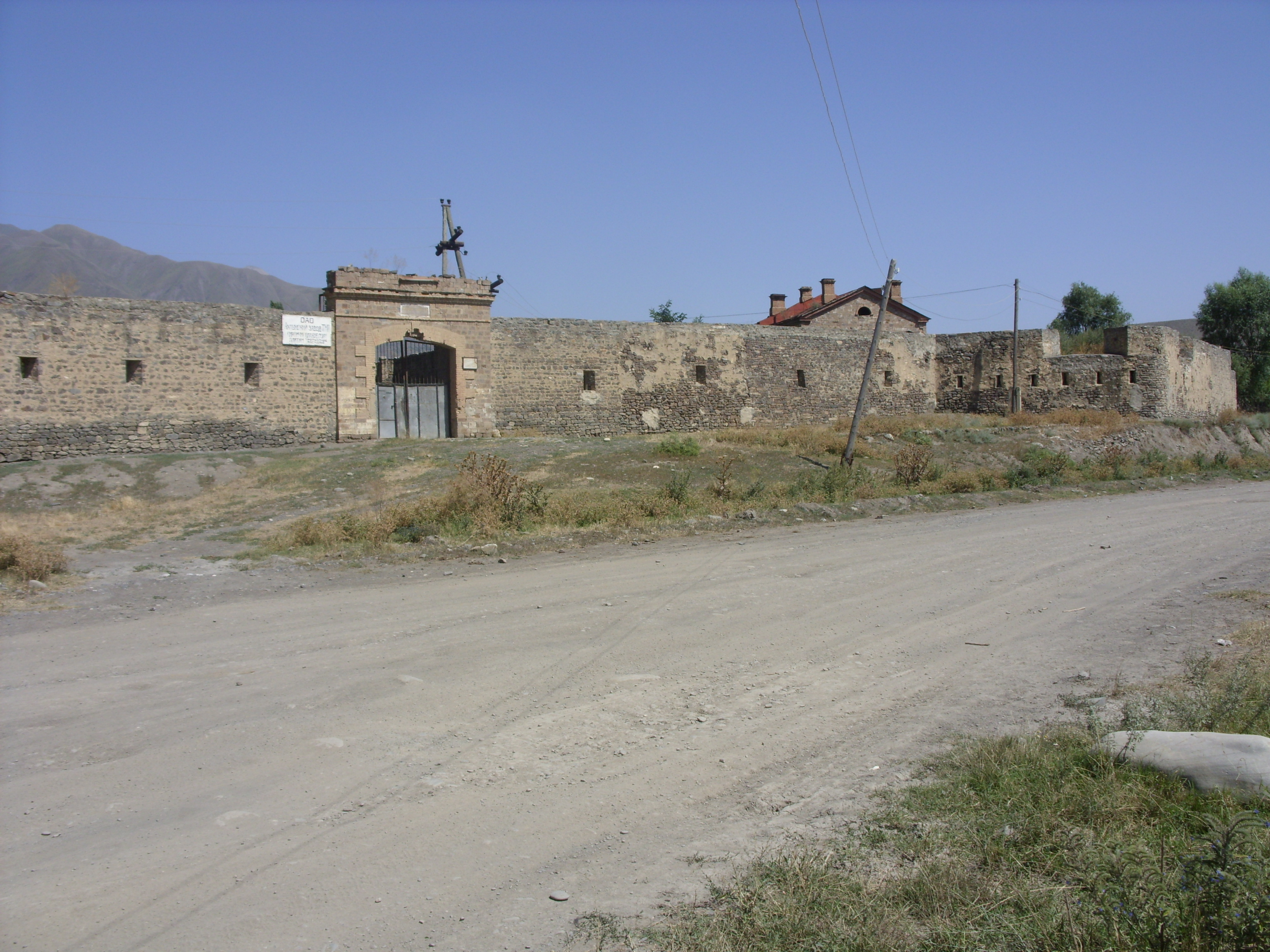
Ахтынская крепость
В селе расположен памятник истории и архитектуры федерального значения — «Ахтынская крепость», основанная в 1839 году, служившая месторасположением ахтынского гарнизона царских войск. Крепость осаждалась войсками имама Шамиля в 1849 году.
Парки
В Ахты находится три парка.
- Парк им. Тагира Хрюгского, в парке расположен памятник Т. Хрюгскому.
- Парк им. Валентина Эмирова, в парке имеется сцена для выступлений, расположен памятник В. Эмирову, проводится ежегодный лезгинский национальный праздник Шарвили.
- Парк им. Мухтадира Айдинбекова, в парке стоит памятник М. Айдинбекову, клуб для досуга.

Монументы
- Мемориальная ротонда в честь героя лезгинского национального эпоса Шарвили.
- Обелиск в честь памяти воинов Великой Отечественной войны.
- Памятники Аскару Хасбулат-Сарыдже, Валентину Эмирову, Тагиру Хрюгскому Мухтадиру Айдинбекову. В январе 2012 года в селе убрали памятник Ленину, однако чуть позже его снова поставили на законное место

## Известные уроженцы
Шейх Мулла Ахтынский — военный и религиозный деятель, имам Самурского округа.
Мирза Али Ахтынский — лезгинский богослов и мыслитель, поэт. Ученик известного Мухаммада Ярагского, учитель известного просветителя Хасана Алкадарского.

## Ссылки

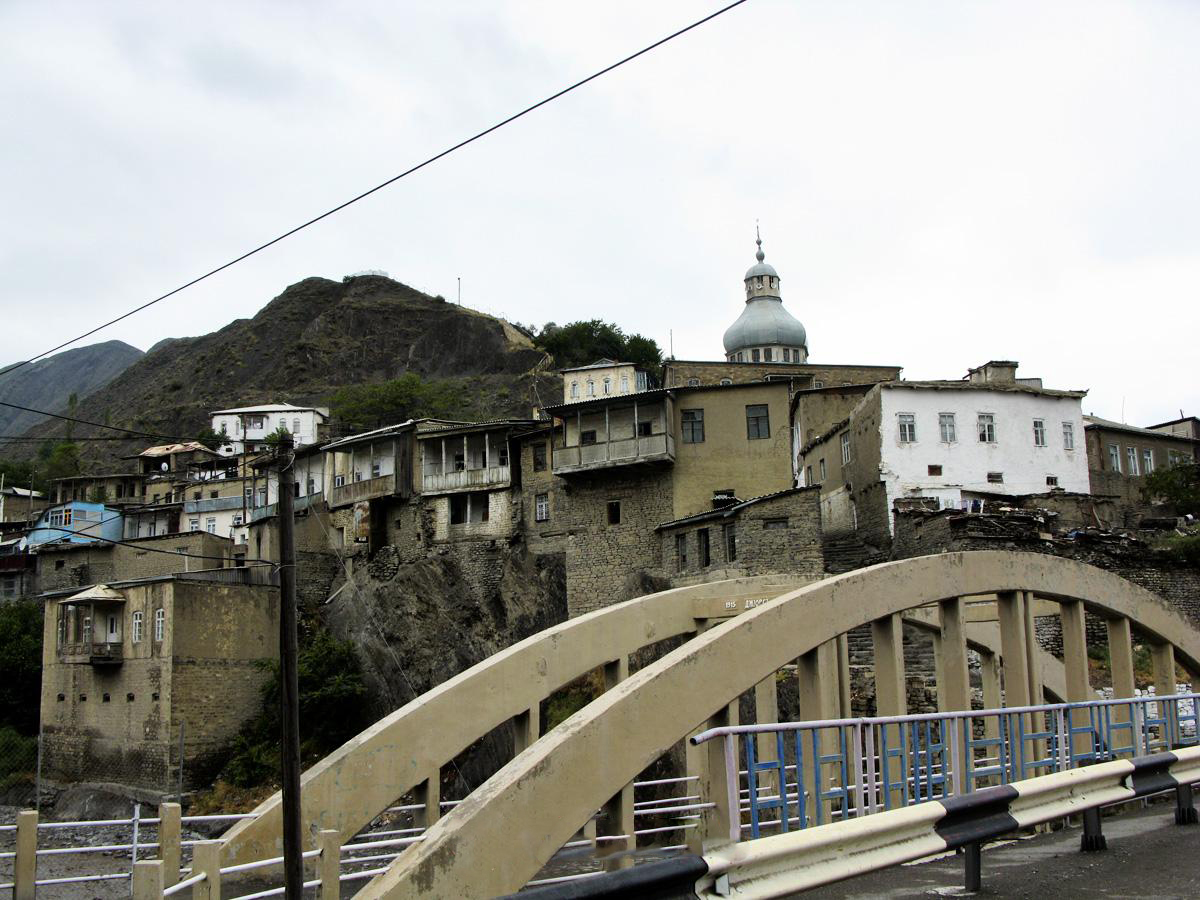
Исторический квартал «Къваскар»
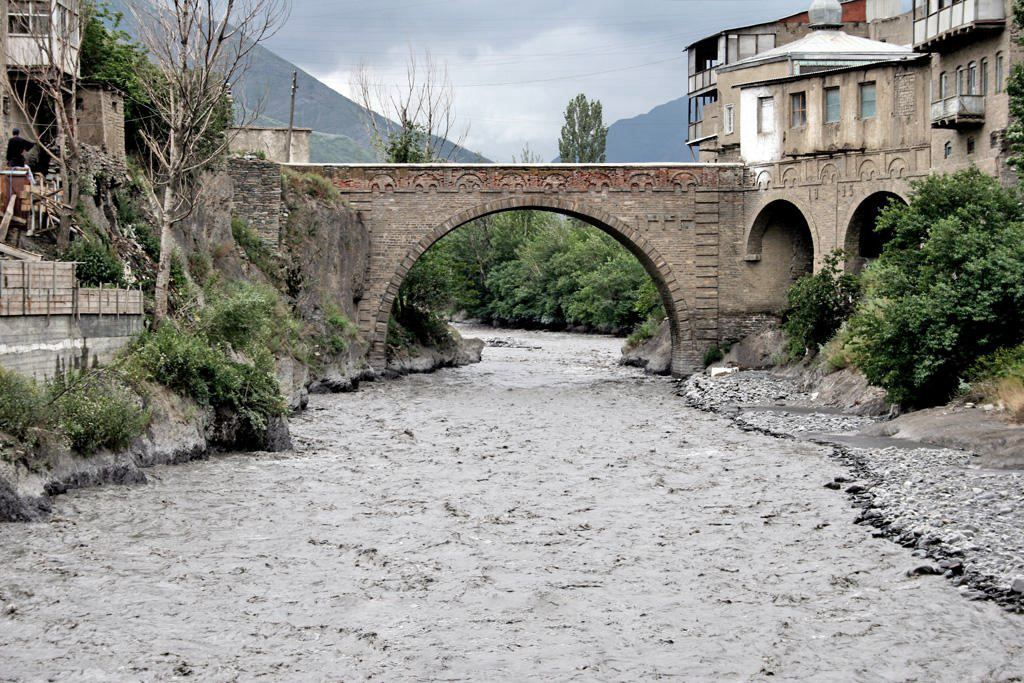
«Мост Идриса»
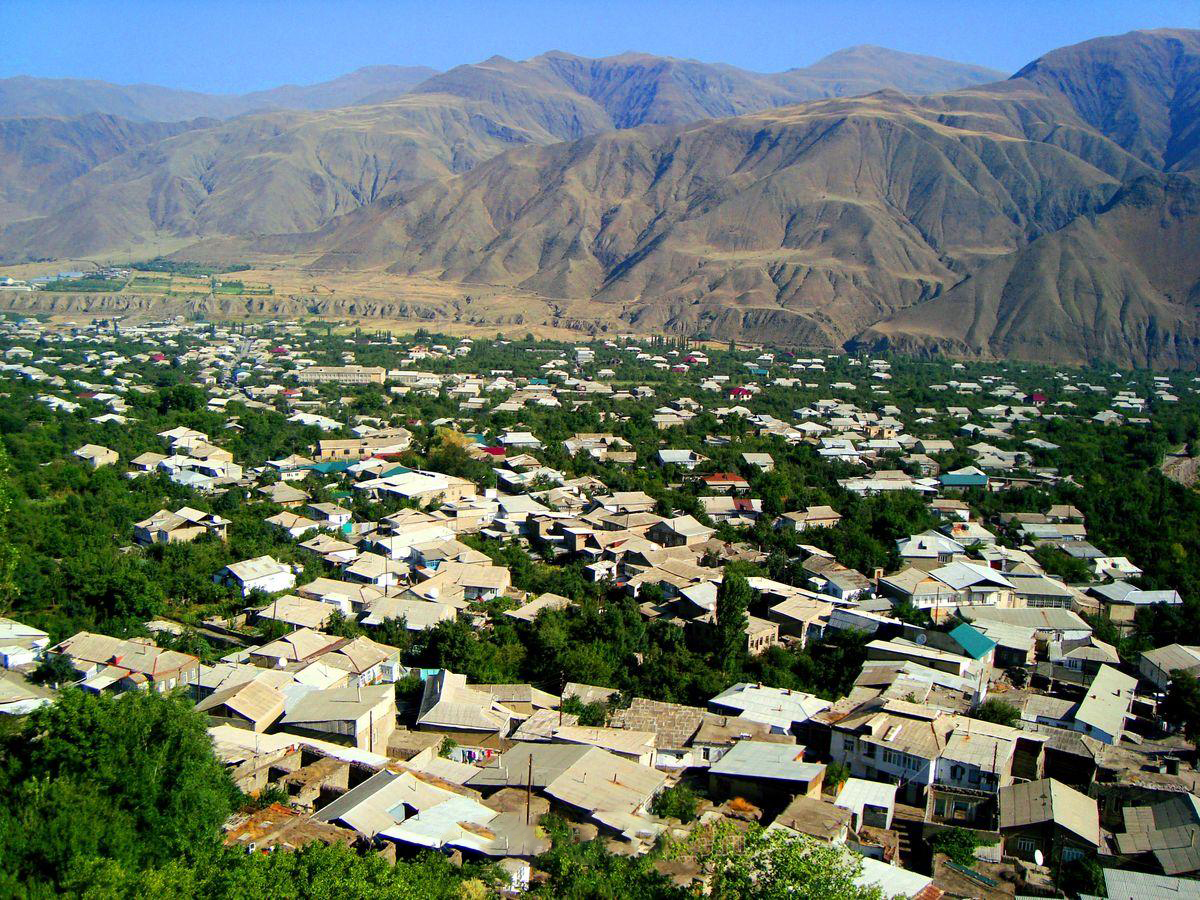
Левобережная сторона Ахты
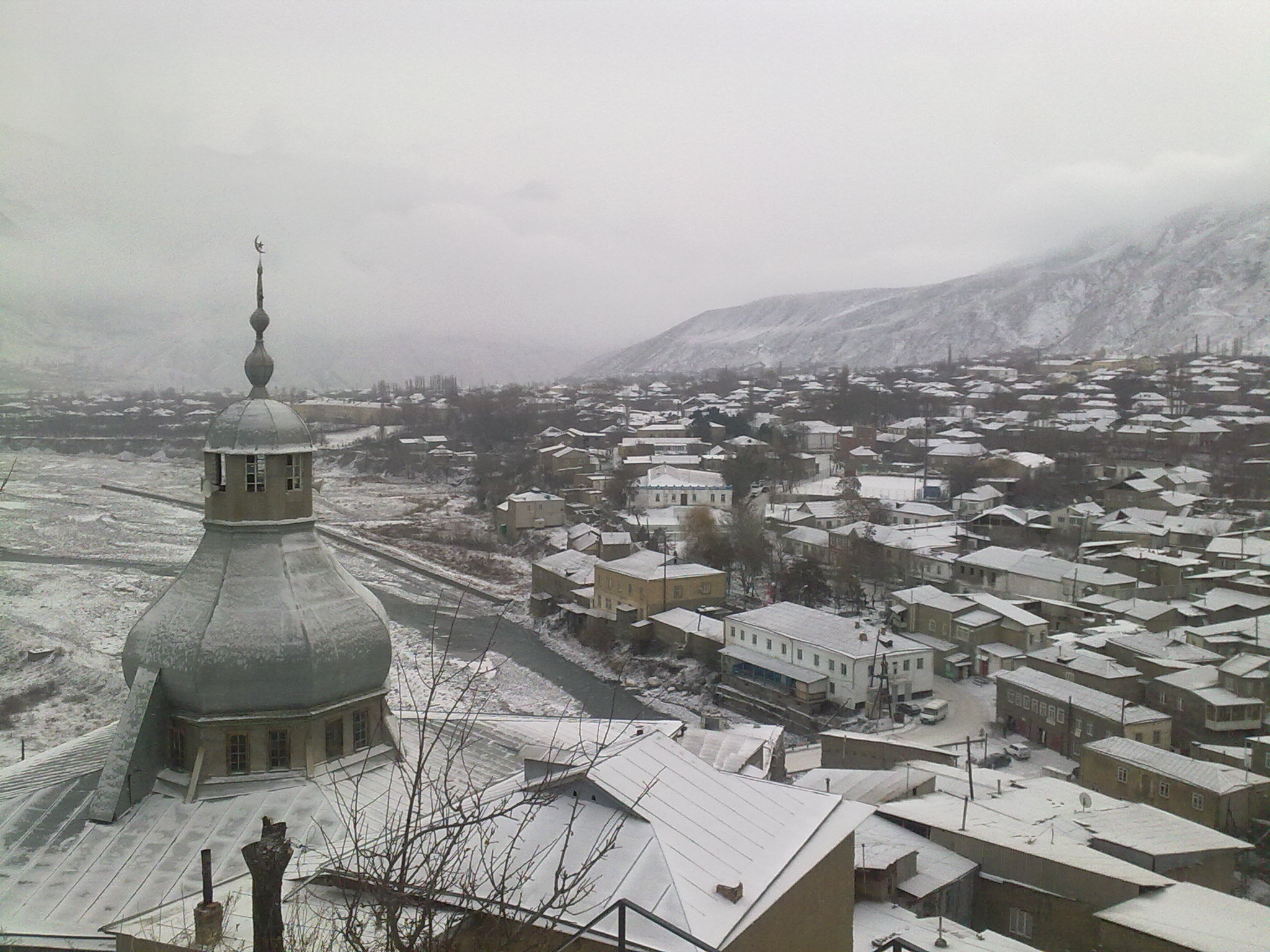
Правобережье Ахты зимой. Джума-мечеть.
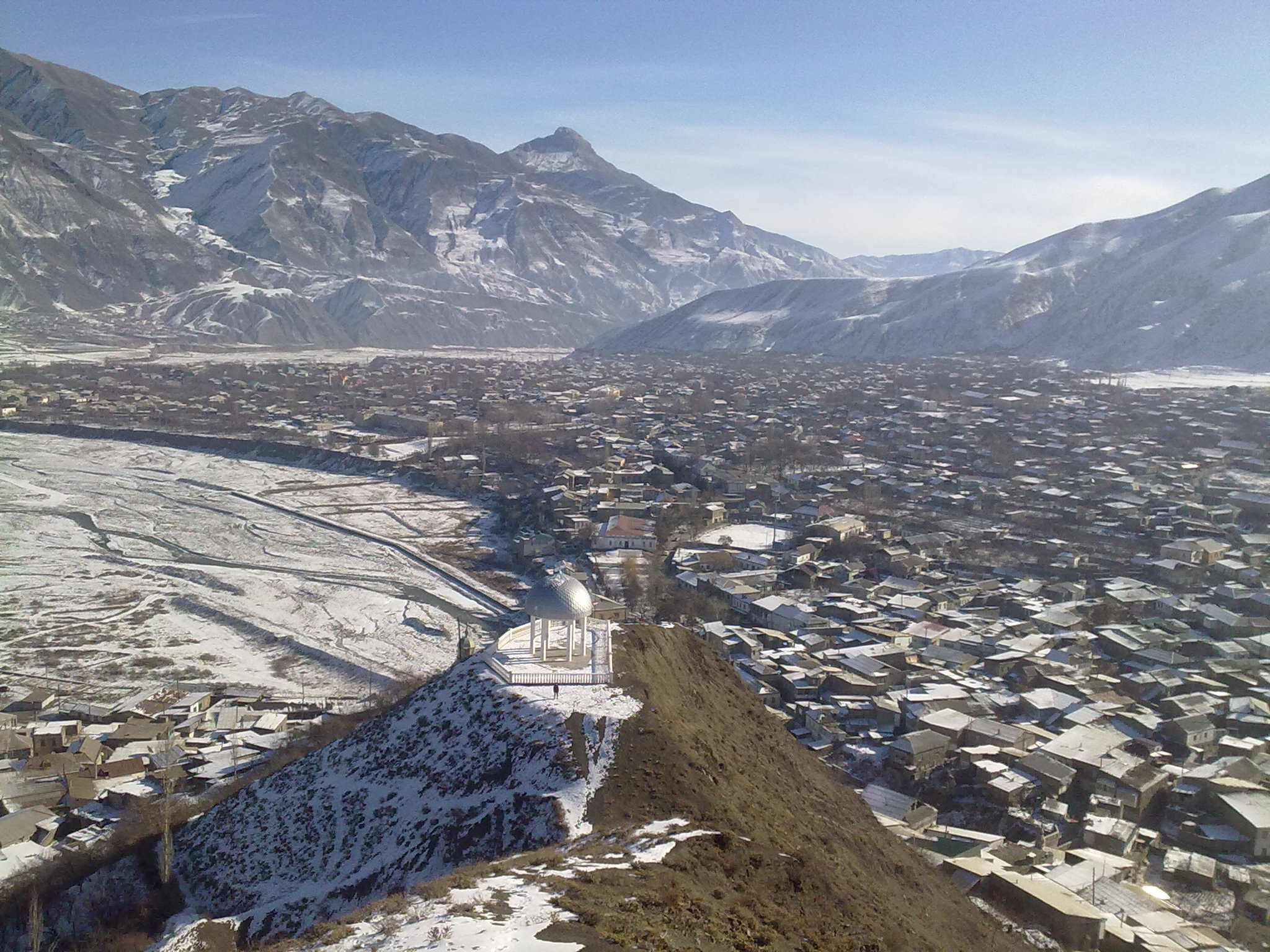
«Теневая сторона» Ахты
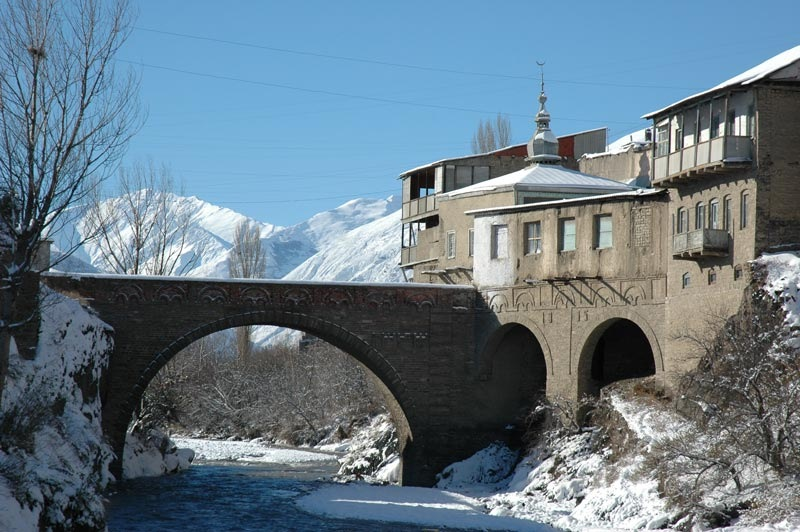
Вид на гору Ярусадаг из Ахты.
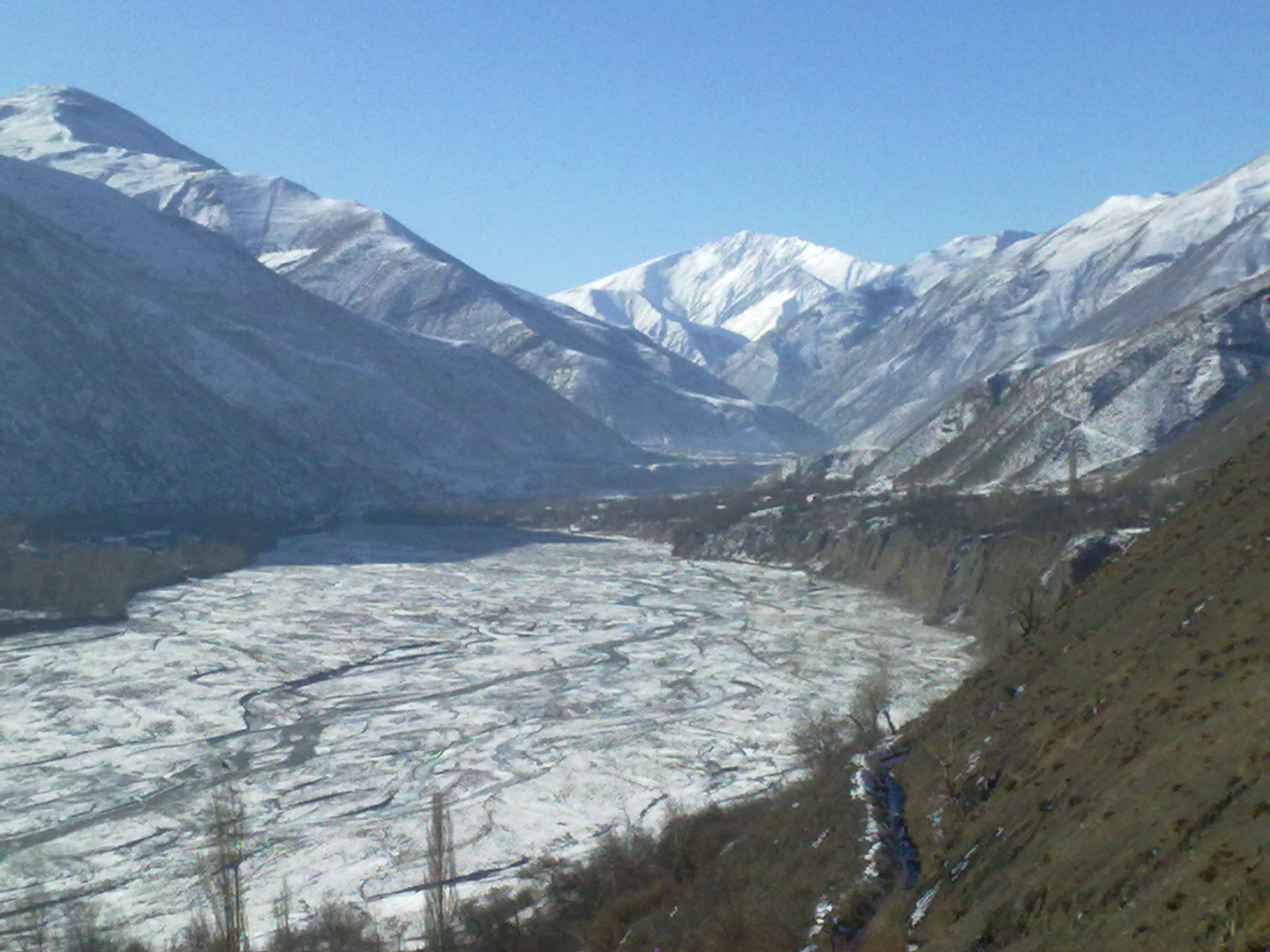
Южная оконечность Ахты с видом на гору Ярусадаг.

## Топографические карты
- Лист карты K-38-XXIV Ахты. Масштаб: 1 : 200 000. Издание 1978 г.